# 2014 في العلوم

حدث عدد من الأحداث العلمية الهامة في عام 2014، بما في ذلك أول هبوط لمركبة الفضاء روزيتا على المذنب وأول الانتعاش بمساعدة الخلايا الجذعية بمساعدة من الشلل النصفي. كما شهد العام توسعاً كبيراً في استخدام وتطور التقنيات العالمية مثل المركبات الجوية بدون طيار والالكترونيات القابلة للارتداء.

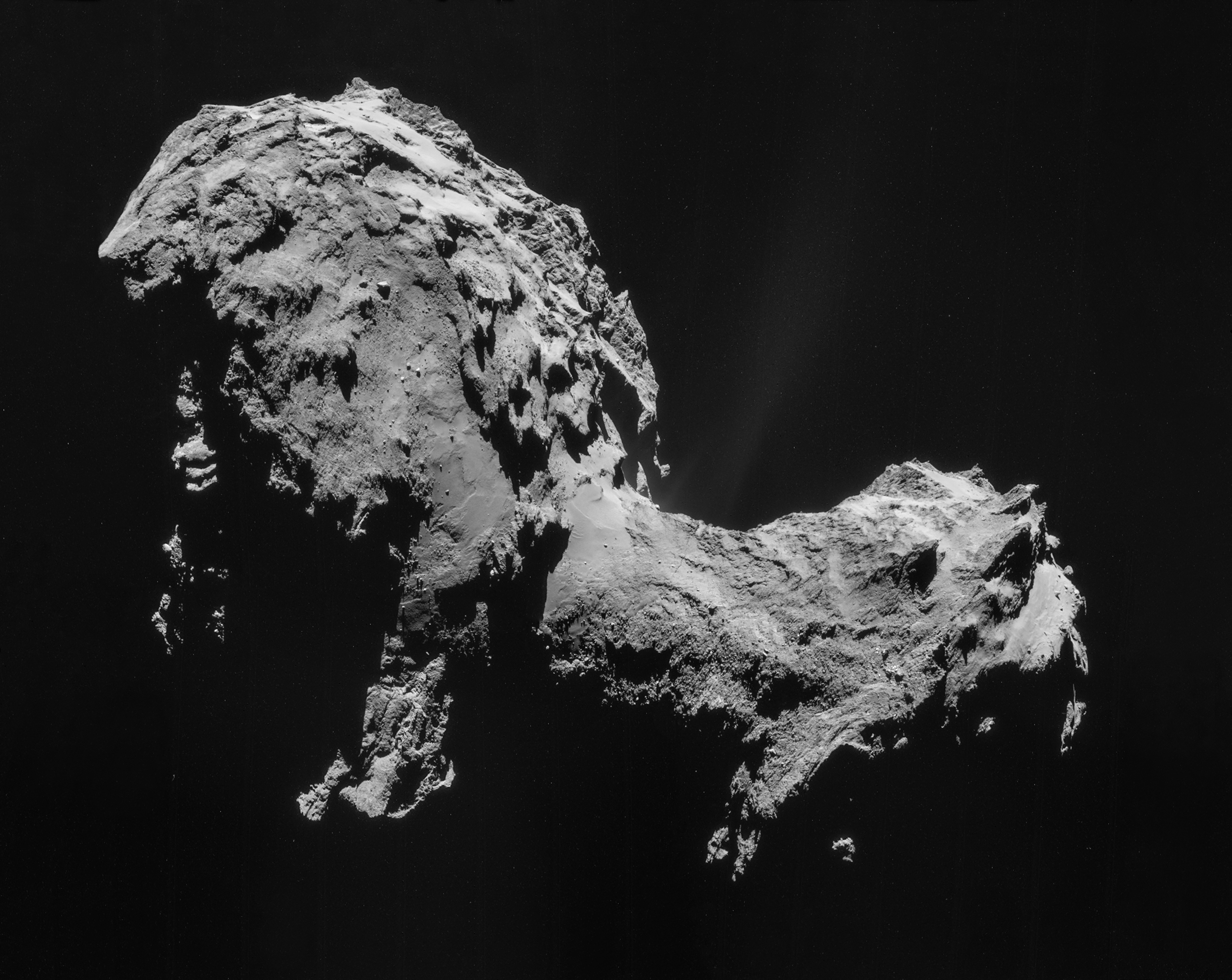
في تشرين الثاني / نوفمبر 2014، قامت مركبة الهبوط فيله التي أطلقتها المركبة الفضائية "روزيتا" التابعة للوكالة الفضائية الأوروبية بأول هبوط ناجح على مذنب (هدف فيله، المذنب 67P، في الصورة).

وأعلنت الأمم المتحدة عام 2014 السنة الدولية للمزرعة الأسرية (family farmig) وعلم البلورات.

## الأحداث والإكتشافات والإختراعات

### يناير

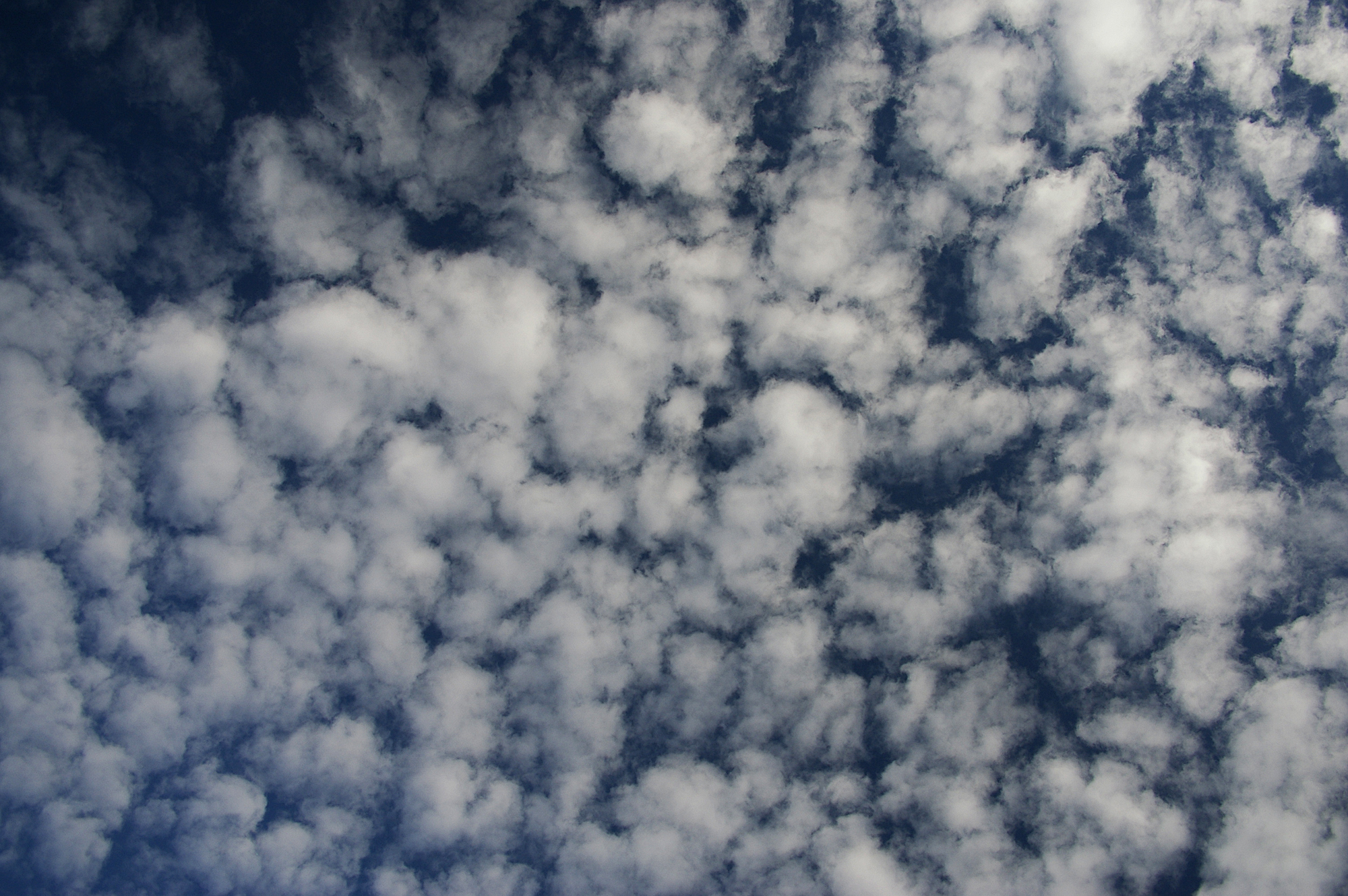
1 يناير 2014: نماذج حاسوبية جديدة تبين أن تغير المناخ أكثر حساسية لآثار تشكيل السحابة مما كان يعتقد سابقا.

- 1 يناير - أظهرت دراسة نشرت في ناتشر أن دور تشكيل السحابة في تغير المناخ قد تم التقليل من شأنه. ونتيجة لذلك، يمكن أن تزيد درجات الحرارة العالمية بمقدار 4 درجات مئوية بحلول عام 2100 وربما 8 درجات مئوية بحلول عام 2200.[2][3]
- 2 يناير
  - وقد أظهر الباحثون في التفاصيل الدقيقة كيف عيب الجزيئي هو المسؤول عن نوع ضمور ميوتونيك 2، ثم صمم مرشح المخدرات المحتملة لعكس هذا المرض.[4]
  - الكويكب 2014 آ يؤثر على الأرض بعد ساعات قليلة من رؤية لأول مرة. هذه هي المرة الثانية التي يلاحظ فيها كويكب قبل أن يتأثر بالأرض (أولها 2008 TC3).
- 6 كانون الثاني / يناير - اكتشف باحثون في جامعة كورنيل طريقة جديدة لتدمير الخلايا السرطانية المنتشرة عبر مجرى الدم.[5]
- 7 يناير - ناسا تطلق أعمق صورة من أي وقت مضى اتخذت من العنقود المجري لا بعد فترة طويلة من الانفجار الكبير. وتشمل الصورة أبيل 2744، مجموعة مجرة في كوكبة النحات، وأخذها تلسكوب هابل الفضائي.[6]
- 8 يناير
  - وباستخدام مسح سلووان الرقمي للسماء، قام علماء الفلك بقياس المسافة إلى المجرات التي تبعد ستة مليارات سنة ضوئية - حوالي منتصف الطريق إلى الانفجار الكبير - إلى دقة تبلغ 1 في المائة فقط. وهذا يمكن أن يساعد في فهم الطاقة المظلمة، التي يعتقد أنها تقود توسع الكون.[7]
  - وقد كشف مسح تفصيلي لسكان الأسد أنه في غرب أفريقيا، انهارت أعدادهم مع بقاء أقل من 250 شخصا بالغين.[8]
- 13 يناير
  - كشف تحليل جديد لحفريات تيكتاليك الوردية، التي يعود تاريخها إلى 375 مليون سنة، وجود صلة رئيسية في تطور الأطراف الخلفية التي تتحدى النظريات الموجودة حول كيفية تطويرها لأول مرة.[9]
  - وقد قام الكيميائيون بتصنيع خلية اصطناعية بلاستيكية تحتوي على عضيات قادرة على إنتاج الخطوات المختلفة في تفاعل كيميائي.[10]
- 14 يناير
  - تم اكتشاف خندق عملاق أعمق من جراند كانيون تحت جليد أنتاركتيكا.[11]
  - وقد أظهرت شركة إلومينا، أول جينوم 1,000 $.[12]
- 16 يناير
  - وقد أعادت تقنية جديدة للعلاج الجيني رؤية ستة مرضى كانوا قد ذهبوا إلى الأعمى.[13]
  - جوجل تقارير تطوير العدسات اللاصقة رصد الجلوكوز.[14][15][16]
  - ويكمل روفر يوتو الصيني أول فحص له للتربة القمرية[17]

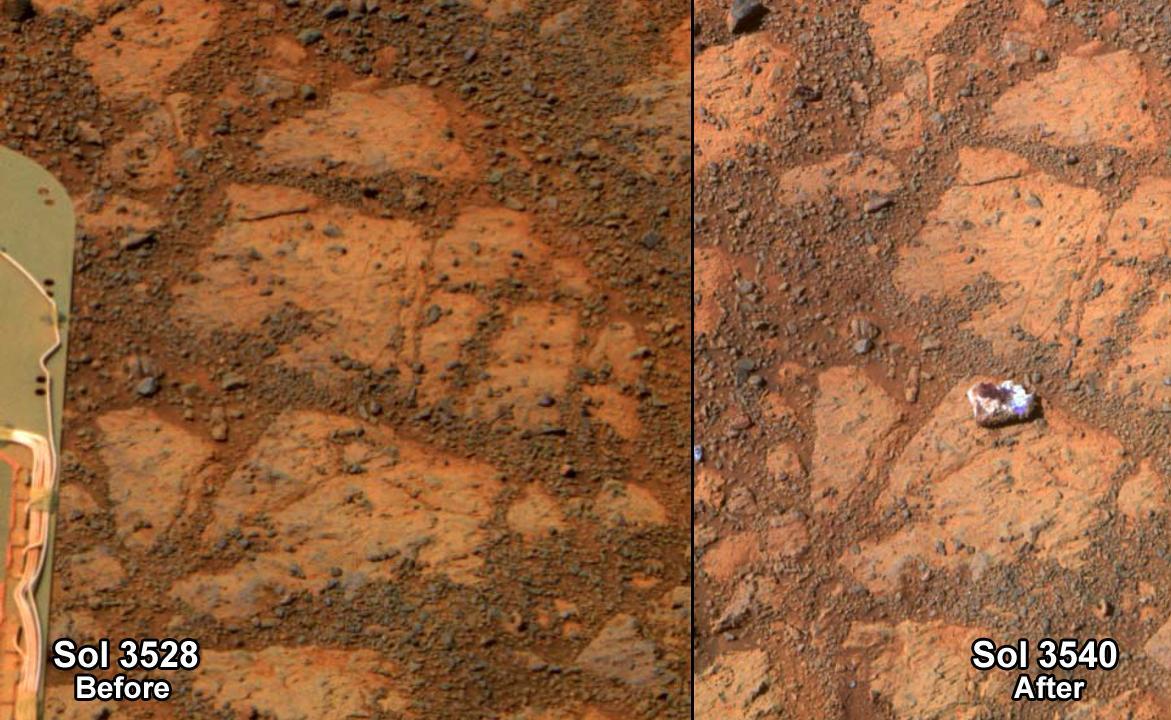
الصخرة الغامضة التي وجدها روفر أوبورتونيتي على كوكب المريخ - تم مقارنتها بالصورمع : سول 3528 و سول 3540 (23 يناير 2014) (ب/ث) (الحل).

- 17 يناير / كانون الثاني - أفادت وكالة ناسا أن صخرة المريخ، التي تحمل اسم «جزيرة بيناكل»، والتي لم تكن في صورة روفرز التي التقطت في سول 3528، «غامضة» ظهرت بعد 13 يوما في صورة مشابهة تم التقاطها في سول 3540 - أوبديت (14 فبراير 2014): «الغموض» يبدو أنه قد تم حلها - الموقع الذي تم إزاحة الصخور من قبل روفر تم العثور عليها. (صورة)[18][19] (image)
- 20 يناير / كانون الثاني - تستيقظ مركبة الفضاء روزيتا التابعة للوكالة الفضائية الأوروبية من وضع السبات لمراقبة المذنب 67P / تشوريوموف-جيراسيمينكو على مدى الأشهر ال 16 المقبلة حيث يسافر المذنب إلى، ومن ثم الخروج من، النظام الشمسي الداخلي. ومن المتوقع أن تنشر المركبة الفضائية مركبة فيلة على سطح المذنب في نوفمبر / تشرين الثاني 2014.[20][21][22][23]
- 21 يناير
  - على الصعيد العالمي، تم ربط عام 2013 مع عام 2003 باعتباره العام الرابع الأكثر دفئا، وفقا للإدارة الوطنية للمحيطات والغلاف الجوي (نوا).[24]
  - ربع أسماك الغضروف في العالم، وهي أسماك القرش والأشعة، تواجه الانقراض في غضون العقود القليلة المقبلة، وفقا لأحدث الأبحاث.[25][26]
  - جهاز جديد تم إنشاؤه من قبل جامعة كاليفورنيا تمكن القياسات في الوقت الحقيقي من التمثيل الغذائي المخدرات والتركيز في مجرى الدم، مما يحتمل أن تحسن الطريقة التي تدار جرعات.[27]
  - إن تلوث الهواء الشديد في آسيا والصين على وجه الخصوص له تأثير واضح على أنماط الطقس والمناخ، وفقا لدراسة أجريت على الهباء الجوي والأرصاد الجوية على مدى السنوات الثلاثين الماضية.[28]
- 22 يناير
  - ويذكر علماء وكالة الفضاء الأوروبية الكشف عن بخار الماء على الكوكب القزم، لأول مرة نهائية، سيريز، أكبر جسم في حزام الكويكبات. تم الكشف عن طريق استخدام قدرات الأشعة تحت الحمراء البعيدة للمرصد الفضائي هيرشل. النتيجة غير متوقعة لأن المذنبات، وليس الكويكبات، وعادة ما تعتبر «تنبت النفاثات والأعمدة». ووفقا لأحد العلماء، «أصبحت الخطوط أكثر وضوحا بين المذنبات والكويكبات».[29][30][30]
  - وقد قرر الباحثون أن أقرب ذكريات قبل سن الثالثة سوف تميل إلى الاختفاء عندما يبلغ الطفل سن السابعة، وهي ظاهرة تعرف باسم «فقدان الذاكرة في مرحلة الطفولة».[31]
  - وقد تبين أن علاقته أوزوبرانشوس جانتسانوس البقاء على قيد الحياة لمدة 24 ساعة في -321 درجة فهرنهايت (-196 درجة مئوية) وتسعة أشهر في -130 درجة فهرنهايت (-90 درجة مئوية)، وهي النتيجة التي يمكن أن تسفر عن نظرة ثاقبة الحفظ بالتبريد للبشر.[32][33]
- 23 كانون الثاني / يناير - يمكن أن تقلل تقنية المجهر الجديدة من التشويه من الصور على نطاق النانو.[34]
- 24 يناير / كانون الثاني - أفادت وكالة ناسا أن الدراسات الحالية على كوكب المريخ من قبل فضولي الفضول وأوبورتونيتي سوف تبحث الآن عن أدلة على الحياة القديمة، بما في ذلك المحيط الحيوي على أساس الكائنات الحية الدقيقة ذاتي التغذية، والكيميائية و / أو تشيموليثوتووتروفيك، فضلا عن المياه القديمة، بما في ذلك فلوفيو (السهول المتعلقة بالأنهار أو البحيرات القديمة) التي قد تكون صالحة للسكن. البحث عن أدلة على العادة، تافونومي (المتعلقة الحفريات)، والكربون العضوي على كوكب المريخ هو الآن هدف ناسا الرئيسي.[35][35][36][37][38]
- 26 يناير - تشير الأبحاث الجديدة إلى أن معظم جراند كانيون أصغر بكثير مما كان يعتقد سابقا، بعد أن شكلت في وقت سابق منذ 5 أو 6 ملايين سنة، مقارنة مع 70 مليون سنة كما كان مقدرا سابقا.[39]
- 27 يناير / كانون الثاني - كشف التحليل الوراثي للذكور الأوروبيين منذ 7000 سنة أن لديه البشرة الداكنة والشعر الداكن والعيون الزرقاء - مما يشير إلى أن لون البشرة الفاتح تطور كثيرا في وقت لاحق مما كان يفترض سابقا.[40]
- 28 يناير - أظهرت دراسة جديدة أن العيش بالقرب من موقع التكسير قد يزيد من خطر بعض العيوب الخلقية بنسبة تصل إلى 30 في المئة. ويعيش ما يصل إلى 15 مليون أمريكي في حدود ميل واحد من بئر الحفر.[41][42]
- 29 يناير
  - قد يكون قد انقرضت أكسولوتل في البرية. ولم يتم العثور على أي منها في دراسة استقصائية حديثة لموئلها الطبيعي الوحيد المتبقي، بحيرة شوشيميلكو.[43]
  - وأفاد باحثون يابانيون أنهم طوروا طريقة لتحويل خلايا الفئران البالغة إلى خلايا جذعية عن طريق غمسها في الأحماض. إذا كان صحيحا، وهذا يمكن أن يمهد الطريق للاستخدام الروتيني للخلايا الجذعية في الطب التجديدي مع تقنية أرخص، أسرع وأكثر كفاءة من ذي قبل. ومع ذلك، لم يتمكن المحققون الآخرون من إعادة إنتاج التأثير، وبالتالي فإن هذا «الاكتشاف» لا يزال مثيرا للجدل.[44][45][46]
- 31 يناير
  - وقد تم تطوير طريقة جديدة لتحويل ثاني أكسيد الكربون الكهروكيميائي - غازات الدفيئة - إلى أول أكسيد الكربون في جامعة ديلاوير.[47]
  - وقد تم إنشاء أول قرود في العالم مع الجينات المعدلة بواسطة كريسبر / Cas9، وهو شكل جديد من أشكال هندسة الحمض النووي، في مختبر صيني.[48]
  - وعلى الرغم من تحذيرات العلماء حول التأثير البيئي، وافقت الحكومة الأسترالية على خطط لتفريغ ثلاثة ملايين متر مكعب من الرواسب بالقرب من الحاجز المرجاني العظيم، كجزء من أكبر ميناء للفحم في العالم.[49]

### فبراير
- 3 فبراير

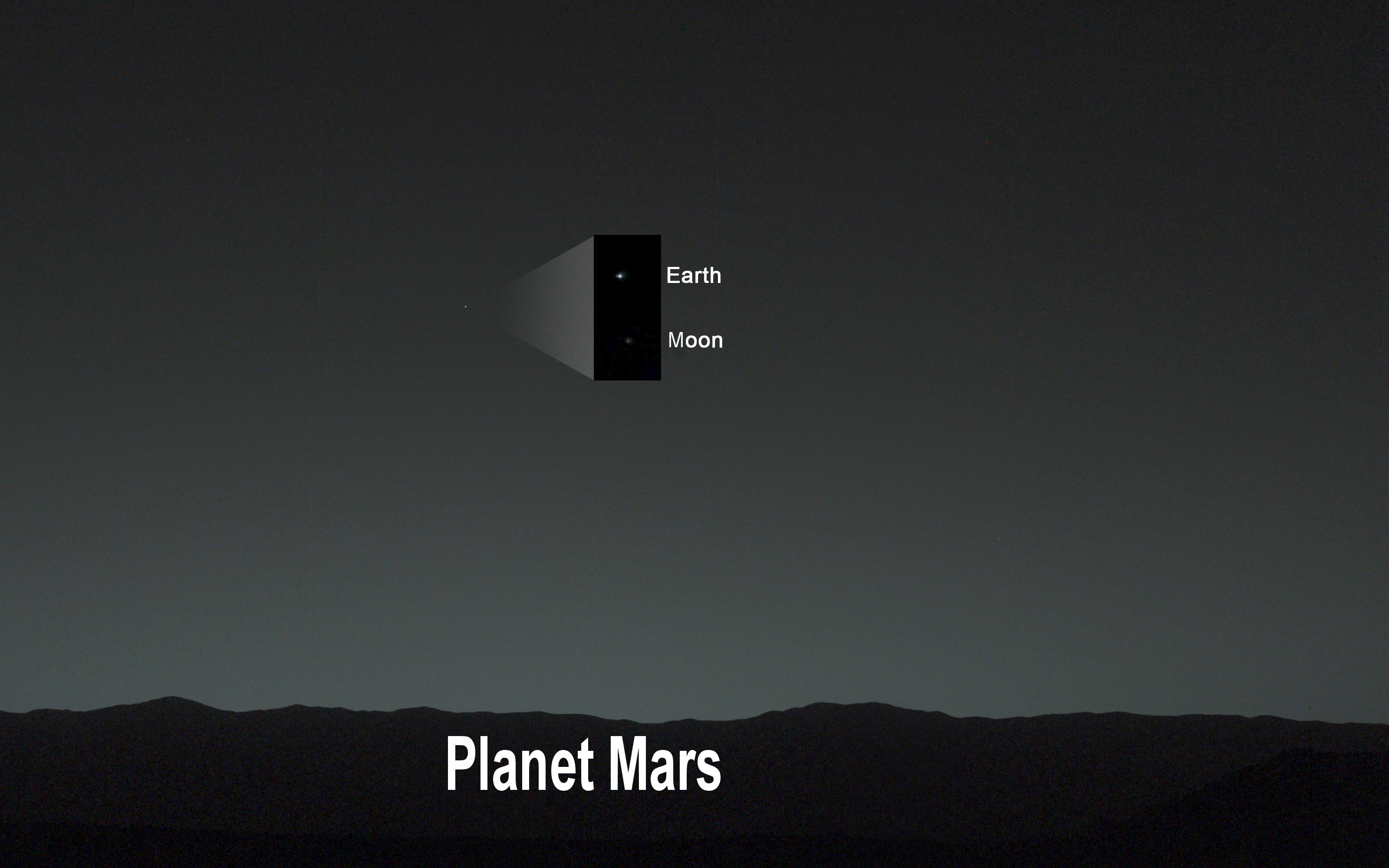
الصورة الأولى التقطت من قبل كوريوسيتي روفر للأرض والقمر في سماء الليل من المريخ (31 يناير 2014).

  - وبحلول العشرينات من القرن العشرين، فإن معظم الملاعب الأولمبية الشتوية السابقة لن تكون مناسبة لاستضافة الألعاب بسبب نقص الثلوج، وفقا لدراسة جديدة.[51]
  - ومع انقراض الثدييات الأكبر حجما، يمكن للفئران أن تهيمن على العديد من المنافذ الإيكولوجية وتتطور إلى أحجام ضخمة في المستقبل، وفقا لأكاديمي من جامعة ليستر.[52]
  - وقد تم إنشاء أول ليد واحد الجزيء.[53]
- 5 فبراير / شباط - تم تجهيز رجل دنماركي بيد اصطناعية قادرة على تحقيق الشعور باللمس.[54]
- 6 فبراير
  - ناسا تصدر أول صورة من قبل كوريوسيتي روفر الأرض والقمر في سماء الليل من المريخ.[50]
  - وتفيد وكالة ناسا أن روفر المريخ كريوسيتي، من أجل الحد من التآكل على عجلاته عن طريق تجنب التضاريس الأكثر صرامة، قد عبر بنجاح (صورة) الكثبان الرملية «دينغو جاب» ومن المتوقع الآن أن يسلك طريقا أكثر سلاسة إلى جبل شارب.[55][56]
- 7 فبراير - أفاد علماء الآثار أن آثار أقدام الإنسان، ربما من إنسان الإنسان، التي قد تصل إلى مليون سنة، وجدت في هابيسبورغ في شرق إنجلترا، في مايو / أيار 2013.[57][58][59][60]
- 7 فبراير - وصفت أنواع جديدة من الفلفل البري، بايبر كيلي، في فيتوكيس.[61]
- 9 فبراير - تم الكشف عن اكتشاف واحد من أقدم النجوم المعروفة في الكون.[62][63]
- 10 فبراير
  - وتقنيات التعارف الجديدة وأكثر دقة تشير إلى أن حدث الانقراض نهاية بيرمي حدث على مدى 60,000 سنة، حوالي 10 مرات أسرع مما كان يعتقد سابقا.[64]
  - وقد تم التحكم في المحركات النانوية داخل الخلايا الحية لأول مرة.[65]
- 11 فبراير - اكتشف العلماء في كلية كينغز لندن جينا يربط بنية الدماغ بالمعلومات الاستخبارية.[66]
- 12 فبراير
  - تم الإعلان عن اكتشاف أربع مجموعات جديدة من المجرات في النشرات الشهرية للجمعية الملكية الفلكية.[67]
  - وقد تم إنتاج أول خريطة جيولوجية عالمية لجانيميد، أكبر قمر في النظام الشمسي.[68]
  - كشفت حفريات إكثيوصور اكتشفت حديثا أقرب ولادة الزواحف الحية، التي يعود تاريخها 248 مليون سنة. وتقترح أن الحياة الحية تطورت على الأرض وليس في البحر.[69]
- 14 فبراير - أدلة جديدة، كشفت في دراسة ل 400 رجل مثلي الجنس، وعززت فكرة أن الميل الجنسي للذكور يتأثر بالجينات.[70]
- 17 فبراير
  - وقد وضعت علماء بريطانيون البطاطا المعدلة وراثيا القادرة على مقاومة اللفحة.[71][72]
  - إن التوقف المفاجئ للهندسة الجيولوجية مع حقن الجسيمات الكبريتية سيجعل الاحترار العالمي أسوأ من ذلك، وفقا للباحثين.[73]

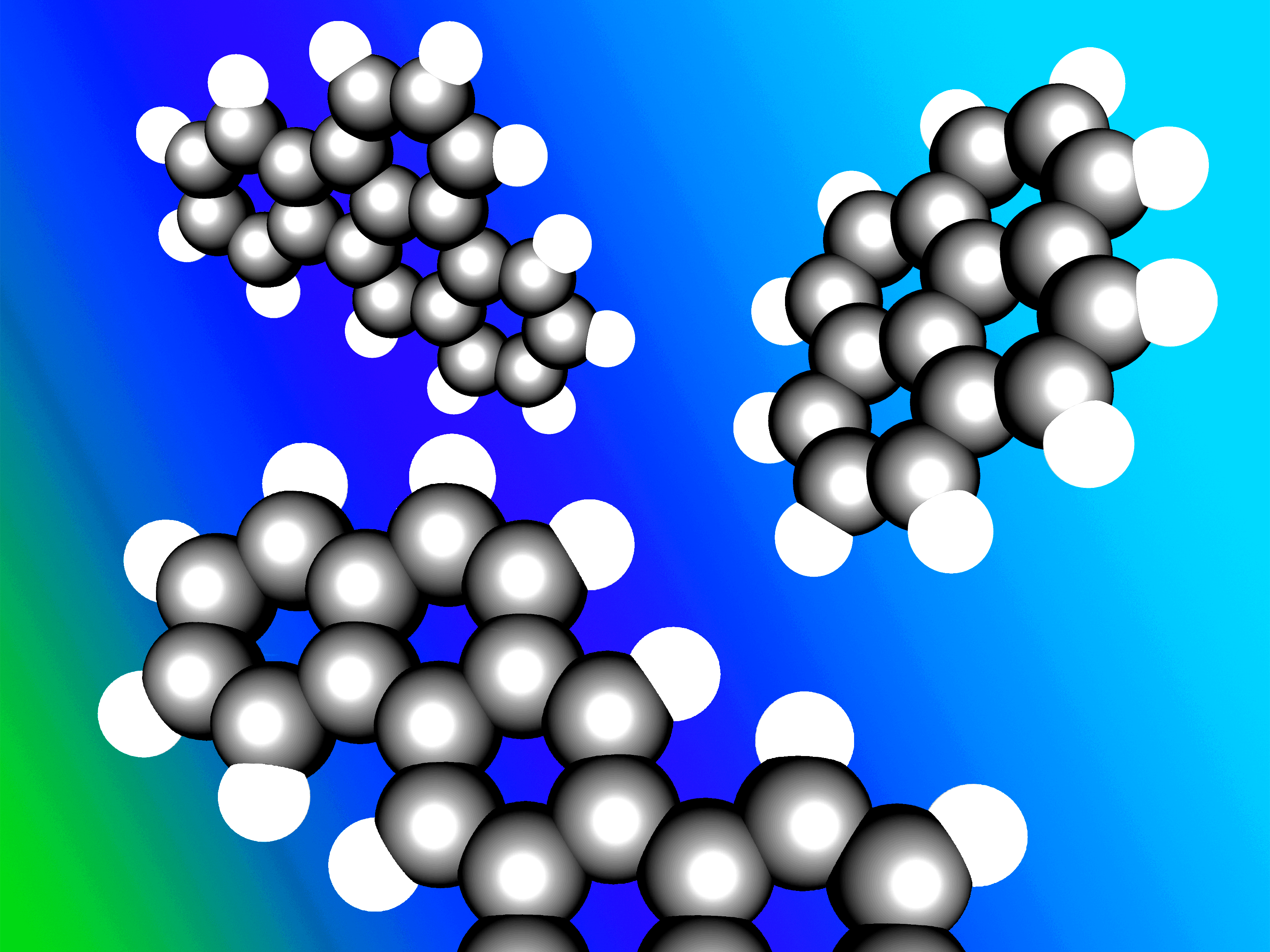
قاعدة بيانات ناسا الجديدة أوضحت أن المسارات الهيدروكربونية العطرية متعددة الحلقات التي قد تشكل أكثر من 20٪ من الكربون في الكون، ويمكن أن تبدأ المواد لتشكيل الحياة.

- 18 فبراير - أفاد علماء الفلك أن الكويكب 2000 EM26، الكويكب القريب من الأرض (نيا) والكويكب المحتمل الخطرة (فا)، 270 متر (890 قدم) في القطر، مرت بأمان من الأرض على مسافة حوالي 8.8 مرات أبعد من الأرض من القمر. تم بث الحدث على الهواء مباشرة (أرشيف يوتيوب في الساعة 09:00 بتوقيت شرق الولايات المتحدة (02:00 بالتوقيت العالمي، 18 فبراير 2014) من قبل مرصد المجتمع سلوه. (صورة مدارات كوكب الأرض).[78][79][80][81][82][83] (image of Earth-Asteroid orbits).
- 19 فبراير
  - إن ذوبان جليد البحر في القطب الشمالي وما ينتج عنه من تعرض للمياه المظلمة يقلل من ألبيدو الأرض أكثر مما كان متوقعا في السابق، وفقا لوكالة ناسا.[84]
  - وقد اختارت وكالة الفضاء الأوروبية (إسا) مرصد النقل العابر والتذبذبات من النجوم (بلاتو) بوصفه المهمة الثالثة المتوسطة الحجم في برنامجها الكوني للرؤية. وسيبدأ هذا العمل في عام 2024، ويبحث عن كواكب شبيهة بالأرض حول النجوم المشمسة، بتفاصيل كافية لدراسة أجواءها لعلامات الحياة.[85][86]
  - أعد العلماء الألمان والأوكرانيون الببتيد فوتواكتيفاتد، والمضادات الحيوية غراميسيدين S التناظرية، والنشاط المضاد للميكروبات التي يمكن عكسها عكس «قبالة» عن طريق الأشعة فوق البنفسجية و «على» من الضوء المرئي.[87]
- 20 فبراير - بدأت أكبر تجربة الخلايا الجذعية من أي وقت مضى التي تنطوي على مرضى النوبات القلبية في لندن. وسيدرس 3000 مريض في 11 بلدا أوروبيا، لتحديد ما إذا كان يمكن تخفيض معدلات الوفيات وتلف الأنسجة التي تم إصلاحها بعد نوبة قلبية.[88]
- 21 فبراير - ناسا تعلن عن قاعدة بيانات مطورة بشكل كبير لتتبع الهيدروكربونات العطرية متعددة الحلقات (باهس) في الكون. ووفقا للعلماء، أكثر من 20٪ من الكربون في الكون قد تكون مرتبطة مع الهيدروكربونات العطرية متعددة المراحل، مواد البدء الممكنة لتشكيل الحياة. يبدو أن الهيدروكربونات العضوية المشبعة قد تشكلت بعد فترة وجيزة من الانفجار الكبير، وفيرة في الكون، وترتبط مع النجوم الجديدة والكواكب الخارجية.[74][74][75][76][77][77]
- 22 فبراير - إسمببر من خلال رئيسهم، إيسيدرو A. T. سافيلو، تعلن عن جزيء عام 2012 كما ديسموستيرول.[89]
- 24 فبراير
  - بعد تأخير طويل بسبب القضايا التقنية، تم الإعلان عن بطاقة ميكروس 128GB الأولى، على أساس 16 ذاكرة يموت عموديا مكدسة، كل حليق ليكون أرق من حبلا من الشعر.[90]
  - وقد تم تأكيد قطعة صغيرة من الزركون يعود تاريخها إلى 4.4 مليار سنة باعتبارها أقدم قطعة معروفة من قشرة الأرض. وهو يقدم أدلة على أن قشرة صلبة تشكلت في وقت سابق بكثير من تاريخ الكوكب مما كان يعتقد سابقا.[91]
- 26 فبراير
  - فريق من الباحثين يعلن عن إنشاء دروبليتون، أول كواسيبارتيكل معروف أن يتصرف مثل السائل.[92]
  - أعلنت وكالة ناسا اكتشاف 715 كوكبا خارجيا عن طريق مهمتها كبلر، مما يزيد من العدد الإجمالي للكواكب المؤكدة خارج النظام الشمسي إلى ما يقرب من 1,700.[93][94][95][96]
  - وغطاء الجليد البحري روس خلال الصيف سوف تنخفض 56٪ بحلول عام 2050 و 78٪ بحلول عام 2100، وفقا لنموذج كمبيوتر جديد.[97]

- 27 فبراير

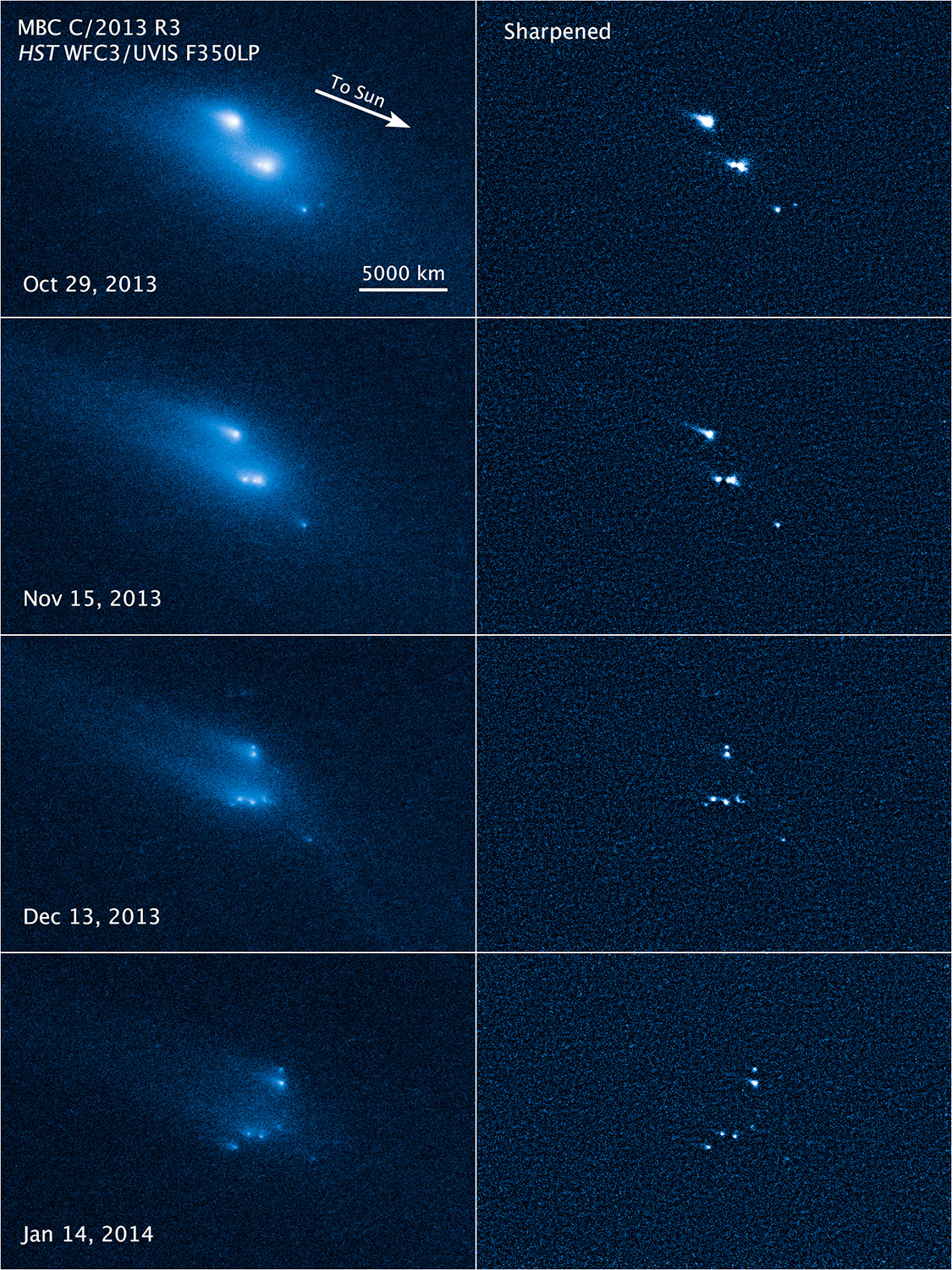
تفكك الكويكب P / 2013 R3 الذي لاحظه تلسكوب هابل الفضائي (6 مارس 2014).

  - وعلى الرغم من الادعاءات بوجود فجوة حديثة في الاحترار العالمي، فإن عدد درجات الحرارة المحلية المتطرفة قد «زاد بشكل كبير ولا لبس فيه من حيث العدد والمنطقة»، وفقا لما ذكره باحثون في جامعة نيو ساوث ويلز. وقد حدث هذا أيضا على الرغم من الغياب الكامل لظاهرة النينيو القوية منذ عام 1998.[99]
  - يقول علماء ناسا أن ياماتو 000593، ثاني أكبر نيزك من المريخ وجدت على الأرض، ويحتوي على المجالات المجهرية الغنية بالكربون التي قد تكونت من النشاط الحيوي.[100][101][102]

### مارس
- 3 مارس - أعلن العلماء اكتشاف فيروس بيثوفيروس، وهو أكبر فيروس عملاق معروف حتى الآن، أعيد احياءه من عينة تبلغ من العمر 30 ألف من التندرا المجمدة.[103]
- 4 آذار / مارس - خلصت دراسة جديدة إلى أن ما يقرب من خمس مواقع التراث العالمي لليونسكو البالغ عددها 720 موقعا ستتأثر بارتفاع مستويات سطح البحر هذا القرن إذا ارتفعت درجات الحرارة العالمية بمقدار 3 درجات مئوية.[104][105]
- 5 مارس - أفاد علماء وكالة ناسا أن الكويكب 2014 DX110، وهو الكويكب القريب من الأرض ما يقرب من 20-40 م (66-131 قدم) في القطر، مرت أقل من 1 المسافة القمرية من الأرض.[106]
- 6 مارس
  - ناسا تقارير تفكك الكويكب P / 2013 R3 التي لاحظها تلسكوب الفضاء هابل (صور).(images).[98]
  - ويعلن عن اكتشاف الشعاب المرجانية الحية الجديدة التي تبلغ مساحتها 28 كيلومترا مربعا في المياه الإقليمية للعراق في التقارير العلمية.[107]
- 7 مارس / آذار - أفادت وكالة ناسا أن مستكشف مسح الأشعة تحت الحمراء على نطاق واسع (وايس)، بعد دراسة استقصائية شاملة، لم يتمكن من كشف أي دليل على «كوكب X»، وهو كوكب مفترض داخل النظام الشمسي.[108]
- 9 مارس - اكتشف باحثون من جامعة إيست أنجليا أربعة غازات جديدة مستنفدة للأوزون (3 مركبات الكربون الكلورية فلورية وواحد من مركبات الكربون الهيدروكلورية فلورية). اثنين من الغازات لا تزال تتراكم في الغلاف الجوي، ولكن أصولها لا تزال مجهولة.[109]
- 10 مارس - يطور مهندس الهندسة الحيوية في ستانفورد مجهر ورقة 50 في المائة قادر على تكبير ما يصل إلى 2000 مرة.[110]
- 12 مارس
  - تلسكوب كبير جدا يكتشف أكبر نجم الأصفر المعروف، هر 5171A، وهو 1,300 مرة قطر الشمس. ولها نجم مصاحب يدور حوله، فإن النجمين يندمجان تقريبا.[111]
  - اكتشاف عينة رينجوود يوفر دليلا قويا على الماء بكميات ضخمة في عباءة الأرض في 400-700 كم (250 إلى 430 ميل) تحت السطح.[112]

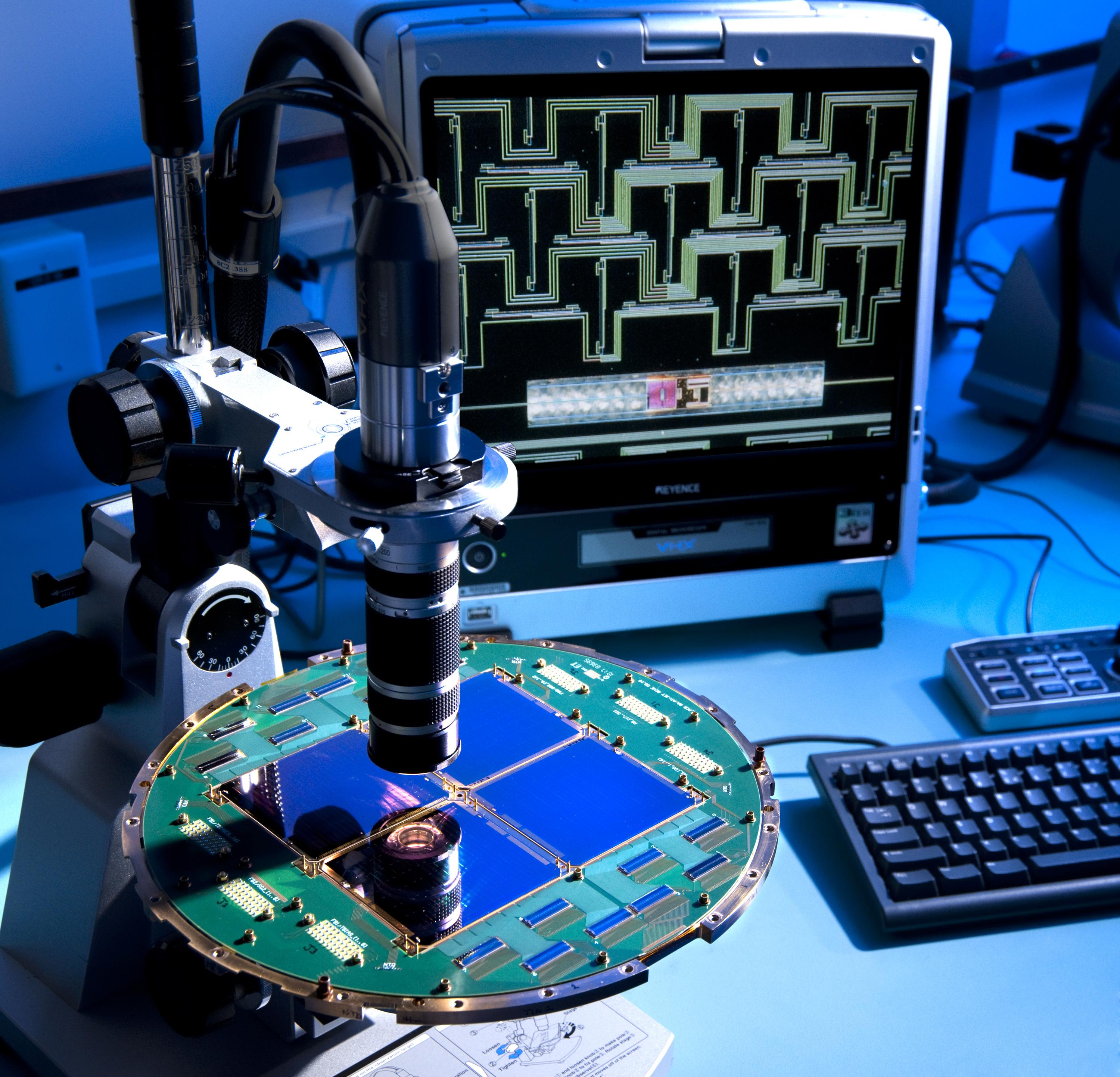
قد يكون الكشف عن موجات الجاذبية في الكون قد كشفت عن طريق الفحص المجهري للمستوى البؤري للتلسكوب الراديوي BICEP2.

- - قام العلماء الإيرانيون في جامعة جيلان بإنشاء طلاء التنظيف الذاتي لمصانع النسيج وفي الأسطح التي تم التحقق منها في البناء.[114]
- 13 مارس - يقول الباحثون في سيبيريا أن لديهم إمكانية الحصول على الحمض النووي ذات النوعية الجيدة التي توفر «فرصة كبيرة» لاستنساخ الماموث الصوفي.[115]
- 17 مارس
  - وقد كشف علماء الفلك عن طريق إظهار أنماط متلاحقة (التأثير المحتمل لموجات الجاذبية) في خلفية الموجات الدقيقة الكونية، قد كشفوا عن أدلة كبيرة لدعم التضخم ونظرية الانفجار الكبير للكون. ومع ذلك، في 19 يونيو 2014، خفض الثقة في تأكيد النتائج تم الإبلاغ عنها؛ وفي 19 سبتمبر 2014، حتى انخفاض الثقة أكثر.[113][116][117][118][119][120][121][122]
  - وقد وجد أن جزءا كبيرا كان مستقرا سابقا من غرينلاند يذوب بسرعة، مما يشير إلى أن تقديرات مستوى سطح البحر في المستقبل سوف يتعين تعديلها صعودا.[123]
  - يتم إحياء عينات الطحلب كوريسودونتيوم أسيفيلوم بعد 1500 سنة مجمدة.[124]
- 19 مارس - تم تحقيق كفاءة قياسية جديدة بنسبة 17 في المئة من الطاقة الشمسية الرقيقة.[125]
- 20 مارس - يتم التوصل إلى طريقة جديدة للحصول على الخلايا الجذعية المحفزة التي يسببها الإنسان (هبسس) من قطرة واحدة من الدم المصاب بالإصبع.[126]
- 23 مارس - يظهر العلماء توزيع ثلاثة فوتونات متشابكة في ثلاثة مواقع مختلفة، على بعد عدة مئات من الأمتار. هذا يمكن أن يمهد الطريق إلى التواصل الكموني متعدد الأحزاب.[127]
- 24 مارس
  - ويخلق الباحثون بطارية قابلة للتحلل الحيوي يمكن استخدامها للزرع الطبي داخل الجسم.[128]
  - وقد انخفضت معدلات العمى والبصر الجزئي في العالم المتقدم على مدى السنوات العشرين الماضية، وفقا لبحث جديد.[129]
- 25 مارس - علماء الحفريات تجميع العظام السلاحف العملاقة من الاكتشافات الأحفورية جعلت 160 عاما بعيدا. أطلانتوشليس مورتوني، وجدت في الرواسب الطباشيري التي يعود تاريخها إلى 75 مليون سنة، وربما كانت أكبر سلحفاة عاشت على الإطلاق.[130]
- 26 مارس
  - علماء الفلك تقرير اكتشاف كوكب صغير جديد، اسمه 2012 VP113، وراء كوكب نبتون في النظام الشمسي.[131][132]
  - علماء الفلك تقرير اكتشاف نظام الحلقة الأولى حول كويكب (10199 كاريكلو).[133]
- 27 مارس
  - يتم إنشاء كروموسوم اصطناعي أول للاندماج في خلية الخميرة.[134][135]
  - ووجدت الدراسة أن حوت كوفييه الماكرو قادر على الغوص إلى عمق 3.2 كم والبقاء تحت الماء لمدة 137 دقيقة، وكلاهما سجل لثديية.[136]

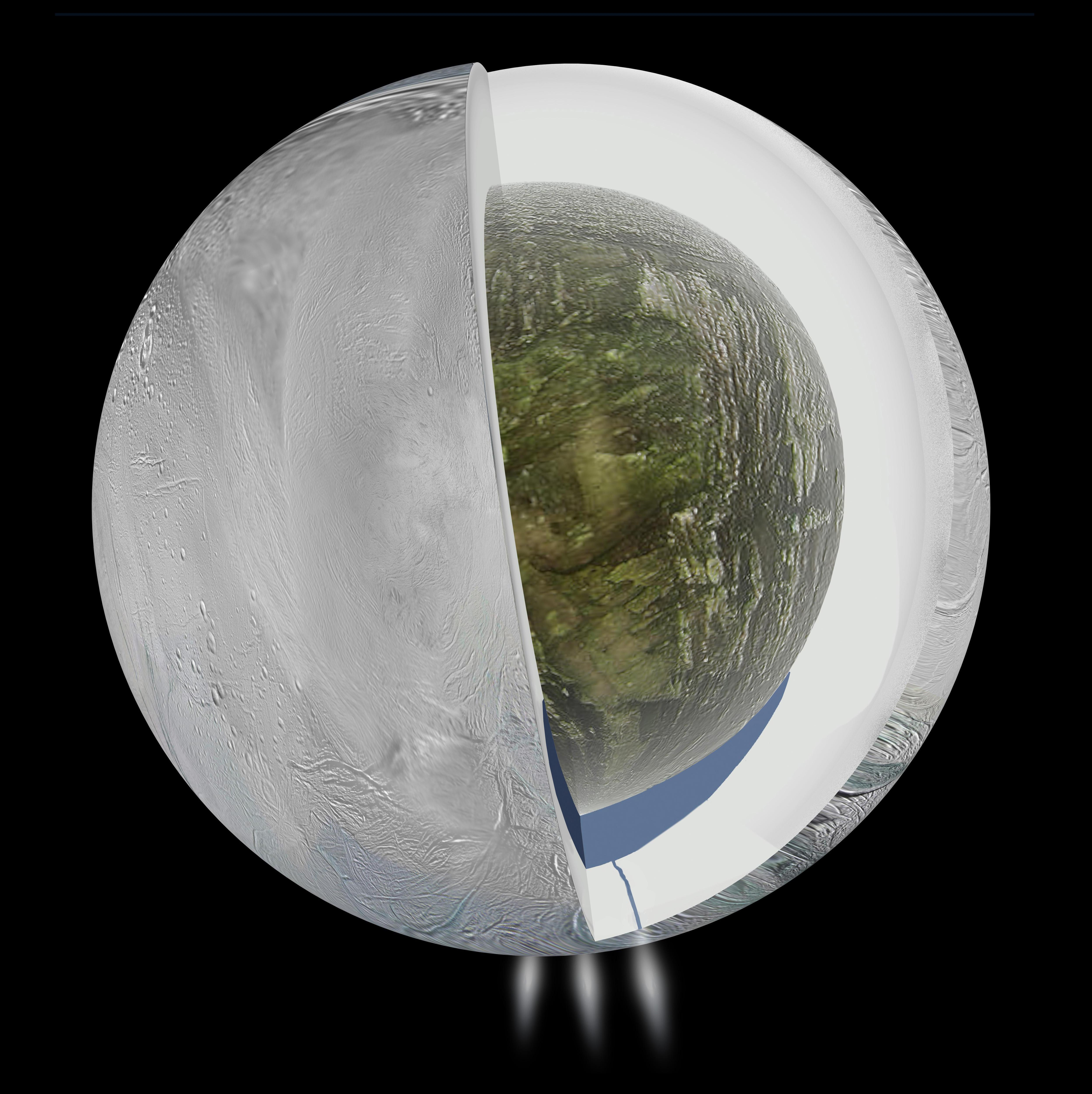
ذكرت أدلة على وجود محيط تحت الأرض من الماء السائل على إنسيلادوس، قمر كوكب زحل (3 أبريل 2014)

- 30 مارس - أول دليل على أن كريسبر يمكن عكس أعراض المرض في الحيوانات الحية وقد ثبت. باستخدام هذه التقنية الجديدة لتحرير الجينات، شفي باحثو معهد ماساتشوستس للتكنولوجيا الفئران من اضطراب الكبد النادر.[139]
- 31 مارس
  - تصدر الهيئة الحكومية الدولية المعنية بتغير المناخ (إيبك) تقريرها الثاني من أربعة تقارير مخطط لها لدراسة حالة علم المناخ. وتلخص هذه الوثيقة الأخيرة ما تقوله المؤلفات العلمية عن "الآثار والتكيف وقابلية التأثر".[140]".
  - وفي القضية التاريخية لأستراليا ضد اليابان، قضت محكمة العدل الدولية في لاهاي بأن برنامج اليابان لصيد الحيتان الثاني في مقاطعة أنتاركتيكا ليس لأغراض علمية وأمر بإلغاء جميع التصاريح.[141][142]

### أبريل
- 1 أبريل
  - إن تناول سبعة أجزاء أو أكثر (560 جم) من الفواكه والخضار يوميا يقلل من خطر الوفاة في أي وقت من الأوقات بنسبة 42٪ مقارنة بأكل أقل من جزء واحد، وفقا لدراسة جديدة أجرتها كلية لندن الجامعية.[143][144]
  - ويخلص ريكن إلى أن دراسة حديثة تدعي أنها قد أنتجت الخلايا الجذعية عن طريق تقنيات ستاب كانت مزيفة جزئيا.[145]
- 3 أبريل / نيسان - ذكرت وكالة ناسا أن كاسيني قد وجد أدلة على وجود محيط كبير تحت الماء من المياه السائلة على القمر إنسيلادوس، قمر كوكب زحل. ووفقا للعلماء، تشير الأدلة على وجود محيط تحت الأرض إلى أن إنسيلادوس هو أحد الأماكن الأكثر احتمالا في النظام الشمسي «لاستضافة الحياة الميكروبية».[137][138] (artist image)
- 4 أبريل - عن طريق التلاعب في الإشارات المناسبة، تحول الباحثون الخلايا الجذعية الجنينية إلى جنين الأسماك، أساسا السيطرة على التطور الجنيني. هذا الاختراق هو خطوة كبيرة نحو القدرة على نمو الأعضاء الكاملة من الخلايا الجذعية.[146]
- 6 أبريل - وضعت سامسونج طريقة جديدة لتنمو مساحة واسعة، الكريستال واحد رقاقة الجرافين على نطاق، وهو تطور كبير من شأنها أن تسرع تسويق هذه المواد.[147]
- 7 أبريل
  - وهناك خلل حرج (اسمه «هيرتبليد») في بينسل يقدر أن ترك 17٪ من خوادم الويب الآمنة للإنترنت عرضة لسرقة البيانات.[148][149]
  - يظهر الباحثون أول دليل على أن مستخلص الشاي الأخضر يعزز الوظائف المعرفية، ولا سيما الذاكرة العاملة، مما يشير إلى علاج ممكن للإعاقات مثل الخرف.[150]
- 8 أبريل - البطارية التي يمكن شحنها في أقل من 30 ثانية تظهر في مؤتمر التكنولوجيا في تل أبيب.[151]
- 9 أبريل - العلماء إعادة بناء تأثير الكويكب العملاقة التي وقعت قبل 3.26 مليار سنة بالقرب من حزام باربرتون غرينستون. وكان المؤثر يصل إلى 58 كم (36 ميلا)، مما ترك حفرة تقريبا 480 كم (300 ميل) عبر - مرتين ونصف أكبر قطرها من حفرة تشيككسولوب التي قتلت الديناصورات.[152]
- 10 أبريل
  - علماء وكالة ناسا الإبلاغ عن احتمال اكتشاف أول مرشح إكسمون.[153][154] (artist image)
  - ويقول علماء الفلك في ناسا أن تلسكوب الفضاء هابل يمكن الآن قياس المسافات بدقة تصل إلى 10,000 سنة ضوئية بعيدا باستخدام المسح المكاني، وهو تحسن عشر مرات عن القياسات السابقة.[155] (related image)

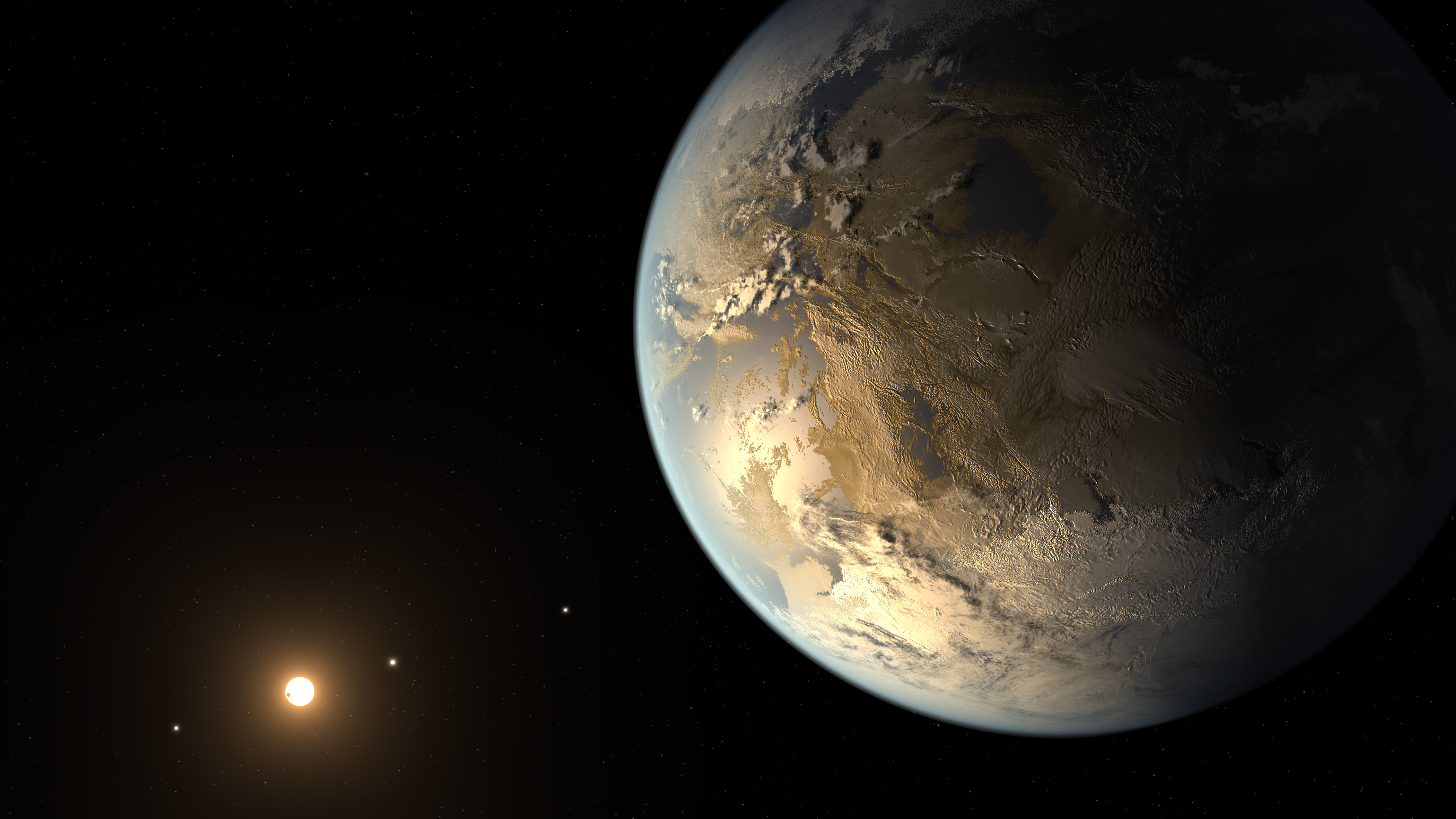
اكتشاف كبلر - 186f - كوكب خارج المجموعة الشمسية بحجم الأرض في المنطقة القابلة للسكنى للنجم المضيف (17 أبريل 2014).

- 11 أبريل - تحليل إحصائي جديد لبيانات درجة الحرارة منذ عام 1500 يخلص إلى «بمستويات ثقة أكبر من 99٪، وعلى الأرجح أكبر من 99.9٪» أن الاحترار العالمي الأخير لم يكن ناتجا عن عوامل طبيعية وهو من صنع الإنسان.[158][159]
- 14 أبريل - علماء وكالة ناسا الإبلاغ عن بداية محتملة لقمر جديد، ضمن الحلقة، من كوكب زحل.[160] (related image)
- 15 نيسان / أبريل - يحدث خسوف كلي للقمر، مرئيا عبر المحيط الهادئ والأمريكتين.
- 16 أبريل - تم الكشف عن اكتشاف بروتين، يطلق عليه اسم جونو، وهو أمر ضروري لتسميد الثدييات في الطبيعة.[161]
- 17 أبريل
  - ناسا تعلن عن اكتشاف كبلر-186f، أول كوكب خارج المجموعة الشمسية بحجم الأرض ضمن المنطقة الصالحة للسكنى لنجمها المضيف.[156][157]
  - تكنولوجيا الخلايا المتقدمة تعلن أنه خلق خلايا جذعية جنينية بشرية جديدة عن طريق دمج الحمض النووي من شخص بالغ مع خلية بيضة مستنيرة، وهو شكل من أشكال الاستنساخ البشري.[162]
  - حقق الباحثون في جامعة كارديف انفراجا كبيرا في علاج سرطان الدم الليمفاوي المزمن (كل)، وهو الشكل الأكثر شيوعا من سرطان الدم.[163]
- 18 أبريل
  - حدث اختبار طيران للأجهزة والبرمجيات ذات التحكم الخاضع للرقابة في المرحلة الأولى من معززة مركبة الإطلاق سبيس اكس فالكون 9 في 18 أبريل 2014، وأصبح أول هبوط ناجح في المحيطات الناعمة لمحرك مدفعي بمحرك صاروخ سائل. مرحلة التعزيز نجحت في الاقتراب من سطح الماء بدون تدور وبسرعة صفرية عمودية، كما تم تصميمها. كان الداعم يسير بسرعة 10 ماخ (10,000 كم / ساعة، 6,300 ميل في الساعة) على ارتفاع 80,000 متر (260,000 قدم) قبل اختبار النسب.[164][165][166][166][167][168]
  - وتعلن وكالة ناسا أن المركبة الفضائية لاستكشاف القمر الجوي والغلاف الجوي (ليدي) نجحت في إكمال مهمتها مع تأثير المخطط له على سطح القمر في حوالي الساعة 12:30 صباحا / اليوم.[169][170]
- 19 أبريل - نيزك مشرق بشكل خاص، ويفترض من ليريدس، تومض على العديد من المدن الروسية، بما في ذلك مورمانسك، ويتم تسجيلها من قبل الحدب اندفاعة. حرق النيزك بعيدا فوق الأرض حوالي الساعة 2:10 صباحا بالتوقيت المحلي.[171][172]
- 22 أبريل - آثار الكويكبات هي أكثر شيوعا مما كان يعتقد سابقا، وفقا لعرض قدمته مؤسسة B612، مما يدل على أن 26 اصطدام متعدد الكيلوتن وقعت منذ عام 2001.[173]
- 23 أبريل - تعلن لجنة الاتصالات الفدرالية أنها ستنظر في قاعدة جديدة تسمح لمزودي خدمة الإنترنت بتقديم مزودي المحتوى أسرع مسار لإرسال المحتوى، وبالتالي عكس موقفهم الحياد السابق. ويمكن أن يكون الحل المحتمل لشواغل الحيادية الصافية هو النطاق العريض في البلديات، وفقا لما ذكره البروفيسور سوزان كروفورد، خبير قانوني وتكنولوجي في كلية الحقوق بجامعة هارفارد.[174][175]
- 24 أبريل
  - يصنف كريبتودراكون كأقدم التيروصور بتيروداكتيلويد المكتشفة حتى الآن.[176]
  - وقد أبرمت شركة نوتيلوس مينيرالس اتفاقا مع بابوا غينيا الجديدة بشأن أول عمليات تعدين في أعماق البحار. ويهدف مشروع يعرف باسم سولوارا 1 إلى استخراج خامات النحاس والذهب والمعادن الثمينة الأخرى من أعماق 1500 متر.[177][178][179]
- 25 أبريل - يتم الانتهاء من تسلسل الجينوم ذبابة تسي تسي، الذي يسبب مرض النوم القاتل في أفريقيا، بعد جهد 10 ملايين دولار 10 سنوات.[180]

- 28 أبريل

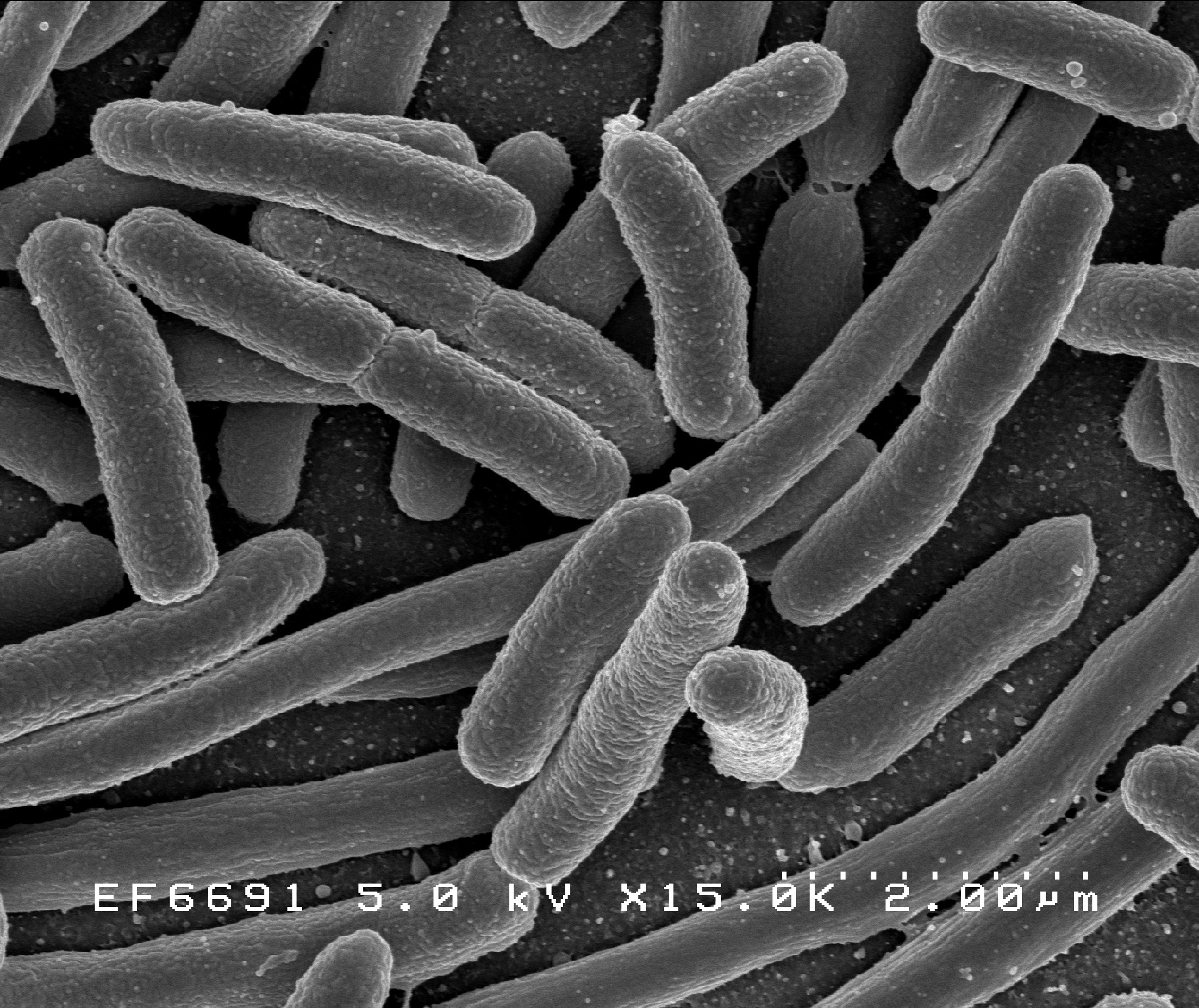
تعتبر منظمة الصحة العالمية أن المقاومة للمضادات الحيوية تشكل الآن تهديدا عالميا كبيرا. (30 نيسان / أبريل 2014).

  - وقد طور علماء البيولوجيا في ستانفورد رقائقا أسرع وأكثر كفاءة في استخدام الطاقة على أساس الدماغ البشري - 9000 مرة أسرع واستخدام طاقة أقل بكثير من جهاز كمبيوتر نموذجي.[181]
  - وكانت مستويات غاز الميثان في الغلاف الجوي - وهو غاز قوي من غازات الدفيئة - مستقرة منذ عقد من الزمن، ولكنها بدأت في الارتفاع مرة أخرى. ويمكن تفسير ذلك بانبعاثات من الأراضي الرطبة الشمالية وذوبان الجليد الدائم، وفقا لدراسة رئيسية.[182]
- 30 أبريل
  - وتعتبر مقاومة المضادات الحيوية الآن «خطرا عالميا كبيرا» على الصحة العامة، وفقا لتقرير صادر عن منظمة الصحة العالمية.[183][184]
  - قياس الفلكيين طول كوكب خارج المجموعة الشمسية من اليوم لأول مرة. بيتا بيكتوريس ب وجد أن لديه يوم يستمر ثماني ساعات فقط.[185]

### مايو
- 1 مايو - أفاد باحثو السرطان بأن السجائر الإلكترونية «تحصل على درجة حرارة عالية بحيث يمكنها أيضا إنتاج حفنة من المواد المسرطنة الموجودة في السجائر وعلى مستويات مماثلة».[186]
- 5 مايو - أعلنت منظمة الصحة العالمية أن انتشار مرض شلل الأطفال هو حالة طوارئ صحية عالمية، حيث تعتبر تفشي المرض في آسيا وأفريقيا والشرق الأوسط «غير عادية».[187][188]
- 6 مايو - أصدرت الحكومة الأمريكية التقييم الوطني الثالث للمناخ.[189]
- 7 مايو
  - أول واقعية «الكون الافتراضي» يتم إنشاؤها، محاكاة 13 مليار سنة من التطور الكوني في مكعب مع 350 مليون سنة ضوئية طويلة الجانبين والقرار لم يسبق له مثيل.[190][191]
  - ويعلن الباحثون أنها أدخلت بنجاح اثنين من النوكليوتيدات الاصطناعية، أزواج قاعدة غير طبيعية (أوبرز)، في الحمض النووي البكتيري، ومن خلال تضمين النوكليوتيدات الاصطناعية الفردية في وسائل الإعلام والثقافة، وتمكنت من مرور البكتيريا 24 مرة. فإنها لم تخلق مرنا أو البروتينات قادرة على استخدام النيوكليوتيدات الاصطناعية. وظهرت النيوكليوتيدات الاصطناعية اثنين من الحلقات العطرية تنصهر التي شكلت تحاكي معقدة (دغ-دك) زوج قاعدة الطبيعية.[192][193][194]
  - لأول مرة، يتتبع الباحثون جينوم العنكبوت.[195]
  - يتضاعف الناتج العلمي العالمي كل تسع سنوات، وفقا لتحليل جديد يعود إلى عام 1650.[196]
- 8 مايو - نشر العلماء دراسة شاملة عن المذنب إيسون وتفككها، وذكرت أنه حدث في 2 ديسمبر 2013، مما يشير إلى أن المذنب تفككت تماما ساعات قبل الحضيض.[197]
- 9 مايو
  - والحد الأقصى النظري للطاقة اللازمة للسيطرة على مغنطة ذرة واحدة هو دليل، وهو النتيجة التي يمكن أن تحسن أجهزة النانو وأجهزة الكمبيوتر الكم.[198]
  - وبعد ثماني سنوات من التطور، أصبح ذراع إلكترونية جديد للتكنولوجيا الفائقة هو الأول من نوعه للحصول على موافقة إدارة الاغذية والعقاقير للإنتاج بالجملة.[199]
- 13 مايو - أظهر بحث جديد إمكانات حرارة غير محدودة في الجرافين.[200]

- 14 مايو

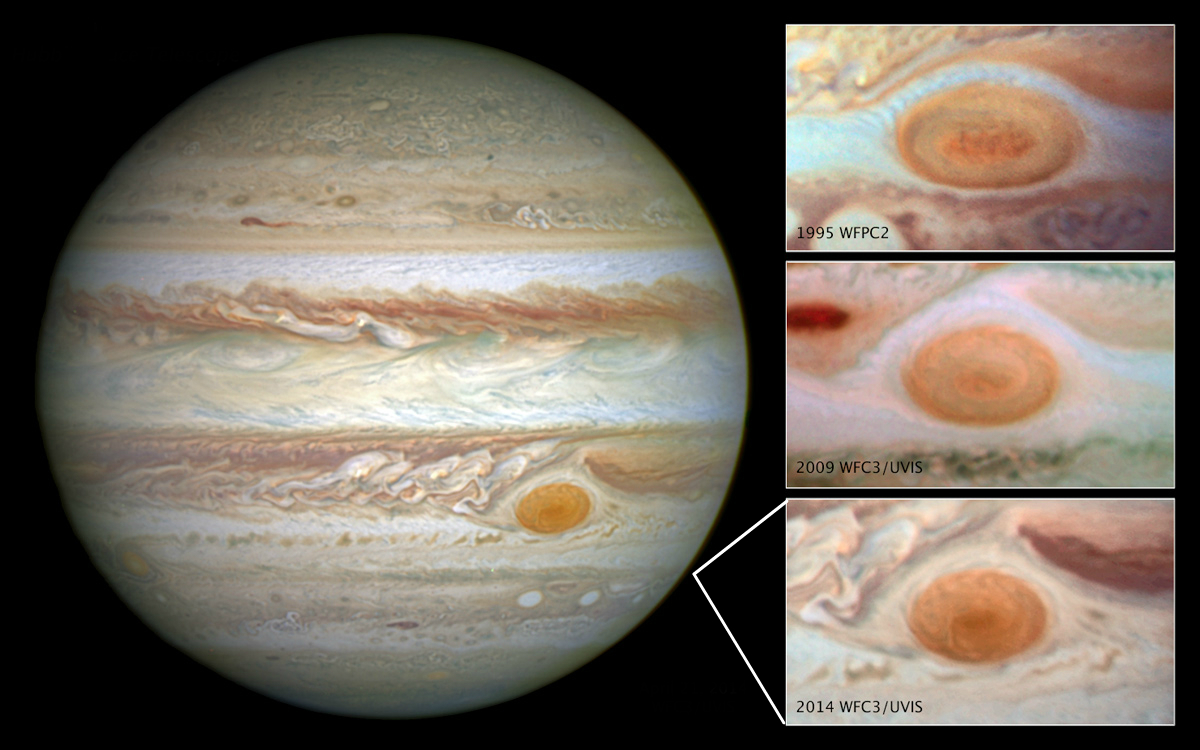
تم الكشف عن أن بقعة المشتري الحمراء العظيمة تتناقص في الحجم (15 مايو 2014)

  - حتى الكون المتعدد سوف ينتهي، وفقا لرؤية جديدة لنظرية الكم.[202]
  - تم تطوير جهاز جديد يمكن فرز وتخزين واسترجاع الخلايا الفردية للدراسة، وذلك باستخدام مكونات مماثلة لتلك التي تتحكم في الإلكترونات في رقائق دقيقة.[203]
- 15 مايو
  - تقرر لجنة الاتصالات الفدرالية (فك) النظر في خيارين فيما يتعلق بخدمات الإنترنت: أولا، السماح بممرات النطاق العريض السريعة والبطيئة، مما يضر بالحياد الصافي؛ وثانيا، إعادة تصنيف النطاق العريض كخدمة اتصالات، وبالتالي الحفاظ على الحيادية الصافية.[204][205]
  - لا تزال البقعة الحمراء للمشتري تتقلص، كما هو مبين في الصور الجديدة.[201][206]
- 16 مايو
  - وتمتد وكالة ناسا مهمة كبلر إلى مهمة K2، وهي وضعين مخفضين لتشغيل عجلة العجلة تستدعيهما أخطاء في تصميم العجلات الأربع المصمم أصلا لاستهداف التليسكوب بدقة، ومواصلة اكتشاف كوكب خارج المجموعة الشمسية، فضلا عن فرص المراقبة العلمية الجديدة.[207]
  - في تقرير نشر في مجلة العلوم، والاختبار الجيني للهيكل العظمي يطلق عليه اسم «نايا» يشير إلى أن الباليوأمريكان والأمريكيين الأصليين الحديثة لديهم نفس الأحفاد.[208]
  - وتتبع الطفرات الوراثية التي تدفع السرطان إلى الخلايا الجذعية السرطانية في المرضى لأول مرة.[209]
- 17 مايو - علماء الحفريات في الأرجنتين اكتشاف ما يبدو أنه أكبر ديناصور بعد العثور عليها. واستنادا إلى عظم الفخذ العملاقة، كان طوله 40 مترا (130 قدما) وطوله 20 مترا (65 قدما)، ويبلغ وزنه 77 طنا. الأنواع التي لم تذكر اسمها من تيتانوسور عاشت في غابات باتاغونيا بين 95 و 100 مليون سنة مضت.[210]
- 19 مايو
  - يعلن العلماء أن العديد من الميكروبات، مثل تيرسيكوكوس فينيكيس، قد تكون مقاومة للطرق المستخدمة عادة في غرف نظيفة تجميع المركبات الفضائية، ونتيجة لذلك، قد يكون ملوثة المركبات الفضائية عن غير قصد. ومع ذلك، فإنه ليس من المعروف حاليا إذا كانت هذه الميكروبات المقاومة قد صمدت السفر إلى الفضاء، وهي موجودة على روفر كوريوسيتي الآن على كوكب المريخ.[211]
  - ناسا تبدأ في بناء 2016 مارس لاندر، انسايت.[212]
  - وتفقد أنتاركتيكا الآن نحو 160 مليار طن من الجليد سنويا إلى المحيط، أي ضعف ما كانت عليه آخر مرة تم فيها مسح القارة.[213]
- 21 مايو - أعلن المعهد الدولي لاستكشاف الأنواع (إيس) عن قائمته السنوية ل «أفضل 10 أنواع جديدة» ويشمل الميكروب تيرسيكوكوس فينيكيس الذي هو مقاوم للطرق المستخدمة عادة في غرف نظيفة التجمع المركبة الفضائية لمنع تلوث الأجرام السماوية التي قد المركبة الفضائية زيارة.[214]
- 25 مايو - وجد الباحثون جينة متحولة شائعة في شكل سرطان البنكرياس النادر، ولكن بشكل خاص بشكل خاص.[215]
- 28 مايو - أول محاولتين في قاعدة بيانات من كل بروتين بشري واحد - «بروتيوم» - تم الإعلان عنها.[216]
- 29 مايو - قام العلماء بنقل البيانات عن طريق النقل البعدي الكمي على مسافة 10 أقدام بمعدل خطأ صفر في المئة.[217][218]

### يونيو

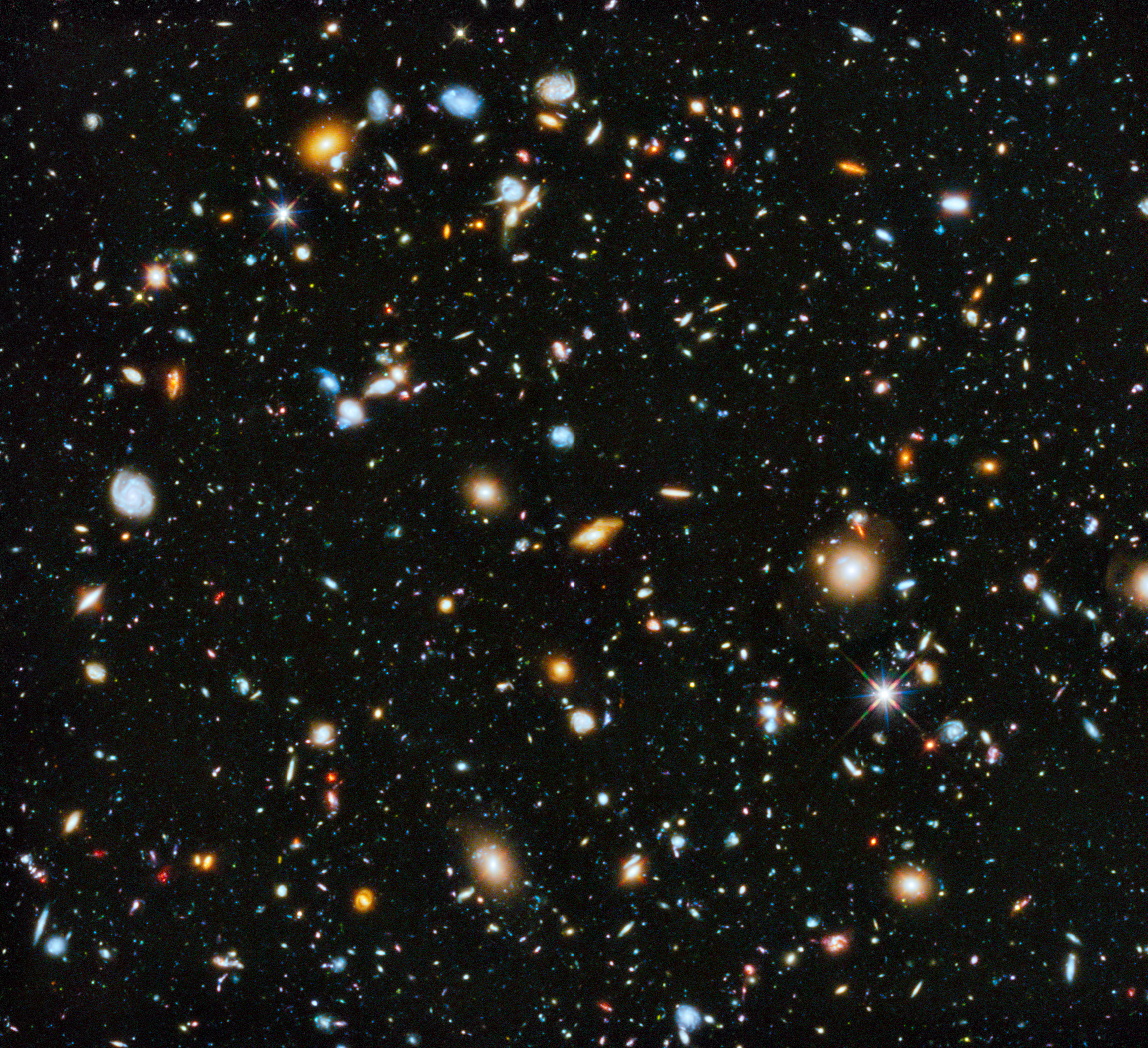
صورة لتلسكوب هابل فائقة العمق (مجموعة كاملة من الأشعة فوق البنفسجية لضوء الجرد الكونى) تشمل المجرات الموجودة بعد فترة وجيزة من الانفجار الكبير (يونيو 2014).

- 2 يونيو - مستوحاة من الديناصورات، والعلماء من المعهد الكوري المتقدم للعلوم والتكنولوجيا (كايست) تطوير الروبوت الذي يعمل بسرعة 46 كيلومترا في الساعة (29 ميلا في الساعة) على حلقة مفرغة.[220]
- 3 يونيو
  - تطلق وكالة ناسا صورة حقل هابل فائقة العمق تتألف من، لأول مرة، مجموعة كاملة من الأشعة فوق البنفسجية إلى ضوء الأشعة تحت الحمراء القريبة. الصورة، في كوكبة فورناكس، تتضمن بعض المجرات البعيدة التي تم تصويرها بواسطة تلسكوب بصري، موجود بعد فترة وجيزة من الانفجار الكبير.[219] (related image)
  - يراقب روفر الفضول على كوكب المريخ كوكب عطارد يعبر الشمس، وهو أول مرة لوحظ فيها عبور كوكبي من جسم سماوي إلى جانب الأرض.[221] (related image)
  - وتشير تجربتان دوليتان إلى اختراق واعد في علاج سرطان الجلد المتقدم.[222]
- 4 يونيو - اكتشف علماء الفلك الكائنات الأولى ثورن-Żytkow (تاوس). هذه الهجينة من النجوم الحمراء العملاقة والنيوترونية، التي اقترحت لأول مرة في عام 1975، كانت «نظرية» حتى الآن.[223]
- 10 يونيو - الأرض والقمر 60 مليون سنة أكبر مما كان يعتقد سابقا، وفقا لأدلة جديدة.[224]
- 11 يونيو - جينوم السلمون هو تسلسل كامل.[225]
- 12 يونيو - يقدم الباحثون أدلة جديدة على كميات هائلة من المياه في طبقة انتقالية تحت قشرة الأرض. وإن لم يكن في شكل سائل، فإنه قد يمثل أكبر خزان واحد للكوكب.[226]
- 13 يونيو - تم الإبلاغ عن دائرة جديدة هجين ومرنة وكفاءة في استخدام الطاقة تدمج أنابيب الكربون النانوية مع الترانزستورات الرقيقة الأخرى التي يمكن أن تحل محل السيليكون كمادة تقليدية تستخدم في رقائق إلكترونية في ناتشر كومونيكاتيونس. يمكن أن تكون متاحة تجاريا في 2020s.[227]

- 16 يونيو

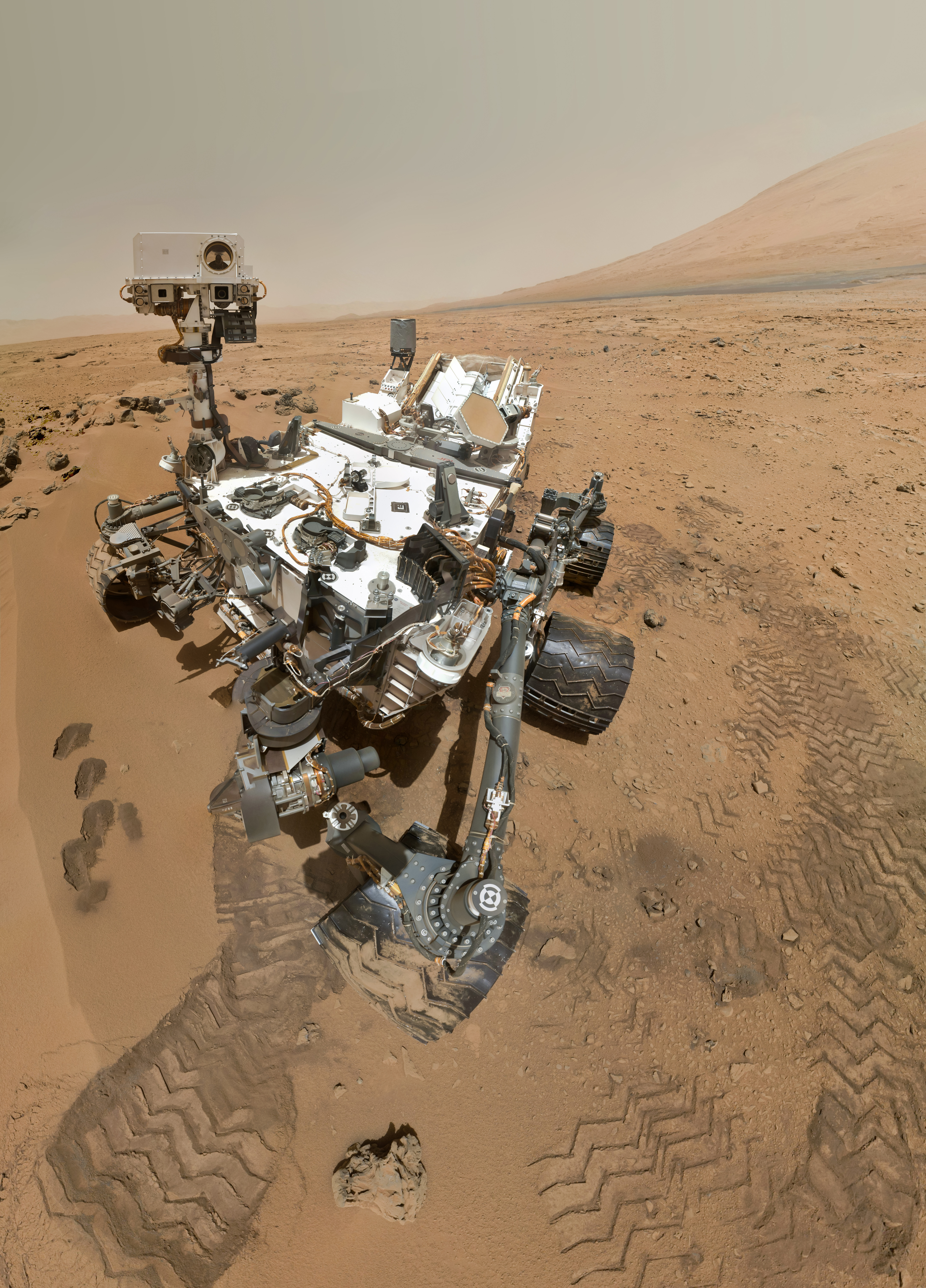
أكملت مهمة كوريوسيتي روفر أول سنة لها في المريخ (687 يوما أرضيا) على كوكب المريخ (24 يونيو 2014).

  - الباحثون في كلية كينغز لندن تطوير تقنية جديدة الأسنان المعروفة باسم كهربائيا المعجل والمعززة ريمينيراليساتيون. وهذا يسمح للأسنان المتهالسة بالتصليح بشكل فعال وشفاء نفسها دون الحاجة إلى التدريبات أو الإبر أو الحشوات.[229]
  - يؤدي السلوك المستقر إلى زيادة خطر الإصابة بسرطانات معينة، وفقا لدراسة جديدة.[230]
- 19 يونيو
  - يتم الإعلان عن طريقة جديدة لمهاجمة البكتيريا المقاومة للمضادات الحيوية. وهو ينطوي على حجب الآلية التي يستخدمونها لبناء طلاءهم الخارجي.[231]
  - علم الفلكيون بتقليل الثقة في تأكيد التضخم الكوني دليل على موجات الجاذبية أعلن في 17 مارس 2014.[118][119][120]
- 23 يونيو
  - على الصعيد العالمي، مايو 2014 كان سخونة مايو مسجلة، وفقا للبيانات الصادرة عن نوا.[232]
  - ناسا تعلن أدلة قوية على أن النيتروجين في جو تيتان، وهو قمر من كوكب زحل، جاء من مواد في سحابة أورت، المرتبطة بالمذنبات، وليس من المواد التي شكلت زحل في أوقات سابقة.[233]
- 24 يونيو
  - وتفيد وكالة ناسا أن روفر كوريوسيتي على المريخ أنجز أول أيامه المريخية منذ 687 يوما من الأرض، بعد أن وجد أن المريخ كان يتمتع بظروف بيئية مواتية للحياة الميكروبية.[228]
  - ناسا تعلن عن تشيمين، اختصار ل «الكيمياء وعلم المعادن»، وهو أداة تشتت مسحوق الأشعة السينية على متن روفر كوريوسيتي على المريخ، وفاز 2013 ناسا الحكومة جائزة العام.[234]
  - ويوفر التقييم المتكامل العالمي الصادر عن فرقة العمل المعنية بمبيدات الآفات الجهازية دليلا قاطعا على أن مبيدات الآفات العصبية تضر بمجموعة واسعة من الأنواع المفيدة وهي عامل رئيسي في تراجع النحل.[235][236]
- 26 يونيو
  - تظهر صور وكالة ناسا الجديدة انخفاض تلوث ثاني أكسيد النيتروجين في الولايات المتحدة على مدى السنوات العشر الماضية.[237]
  - وقد اكتشف الباحثون أصغر قوة من أي وقت مضى قياس - ما يقرب من 42 يوكتونيوتونس - باستخدام نظام محاصرة البصرية فريدة من نوعها التي توفر ذرات أولتراكولد. ويوكتونيوتون هو واحد سيبتليونث من نيوتن.[238]

- 27 يونيو

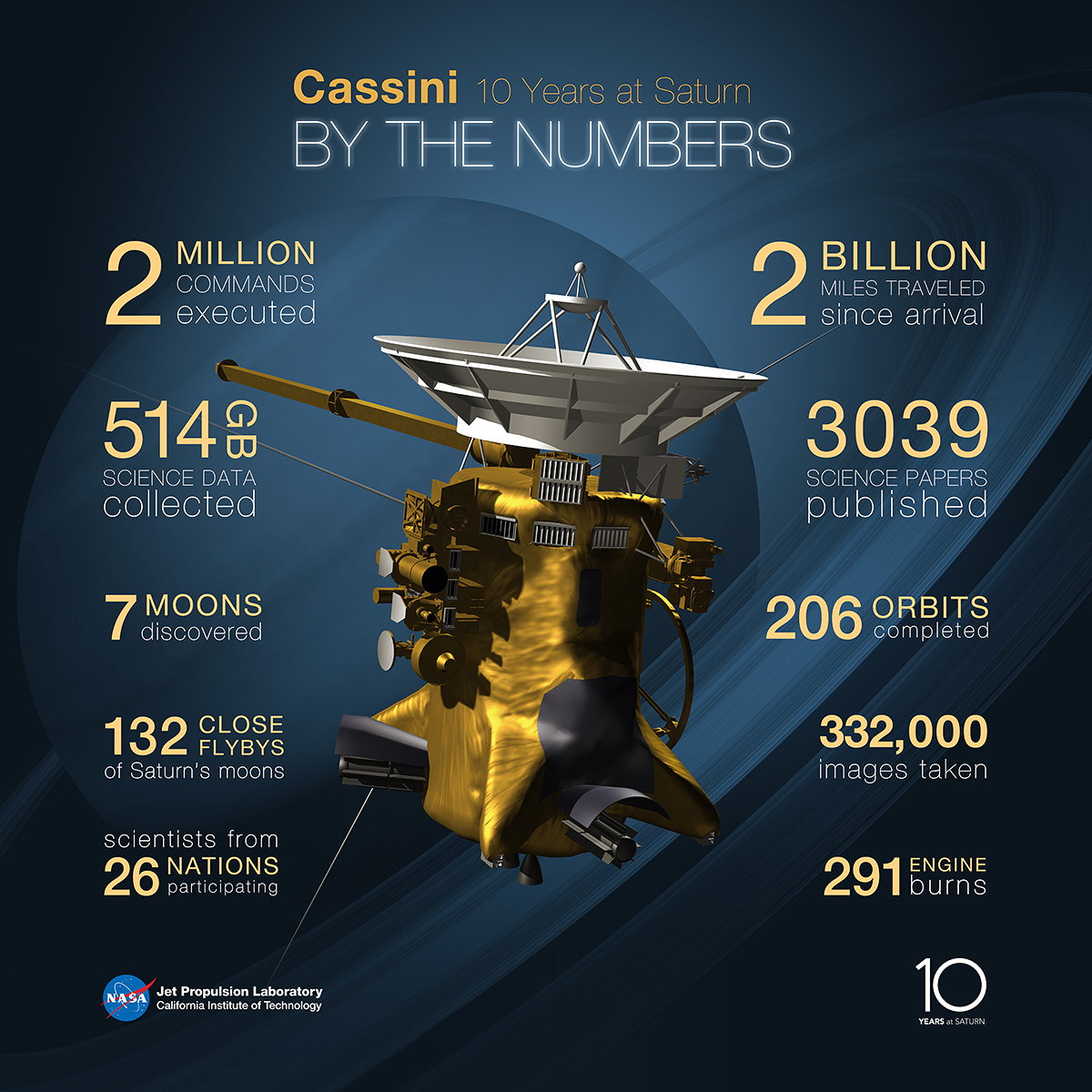
ملخص لإنجازات المركبة الفضائية كاسيني بعد عقد من الزمن وهى تدور حول كوكب زحل.

  - العلماء يعرفون أنواع جديدة من الفيل شرو، واسمه ماكروسيليدس ميكوس.[240]
  - وتفيد وكالة ناسا أن سفينة «كوريوسيتي» على كوكب المريخ قد عبرت الخط الحدودي ل «القطع الناقص 3-سيغما الآمن إلى الأرض»، وهي الآن في المنطقة التي قد تحصل على أكثر إثارة للاهتمام، وخاصة من حيث الجيولوجيا المريخية والمناظر الطبيعية (عرض من الفضاء).[241]
- 29 يونيو / حزيران - أصبح لدى إندونيسيا الآن معدلات أكبر لإزالة الغابات من البرازيل، على الرغم من أن غاباتها تمثل ربع مساحة غابة الأمازون المطيرة.[242]
- 30 يونيو
  - تحتفل ناسا بعشر سنوات لدراسة زحل والأقمار ذات الصلة من قبل المركبة الفضائية كاسيني.[239] (related image)
  - أظهرت التجارب على كبد الفئران أن طريقة تبريد جديدة يمكن أن تزيد بثلاثة أضعاف الوقت الذي يمكن فيه تخزين الأعضاء المانحة خارج الجسم.[243]

### يوليو
- 2 يوليو
  - تم إطلاق ساتل مرصد الكربون المداري التابع للوكالة (أوكو-2)، والذي صمم لقياس ثاني أكسيد الكربون العالمي في التفاصيل الجغرافية الدقيقة.[244]
  - وتذكر وكالة ناسا أن المحيط داخل تيتان، وهو قمر من كوكب زحل، قد يكون «مالحا مثل البحر الميت في الأرض».[245][246]
  - وسوف تختفي الشعاب المرجانية في منطقة البحر الكاريبي في غضون 20 عاما، وفقا لتقرير جديد من الاتحاد الدولي لحفظ الطبيعة والموارد الطبيعية.[247][248]
  - فابيان كوستو واثنين من أفراد الطاقم يرتفعان بعد 31 يوما يعيشون تحت الماء وجمع البيانات العلمية.[249][250]

- 3 يوليو

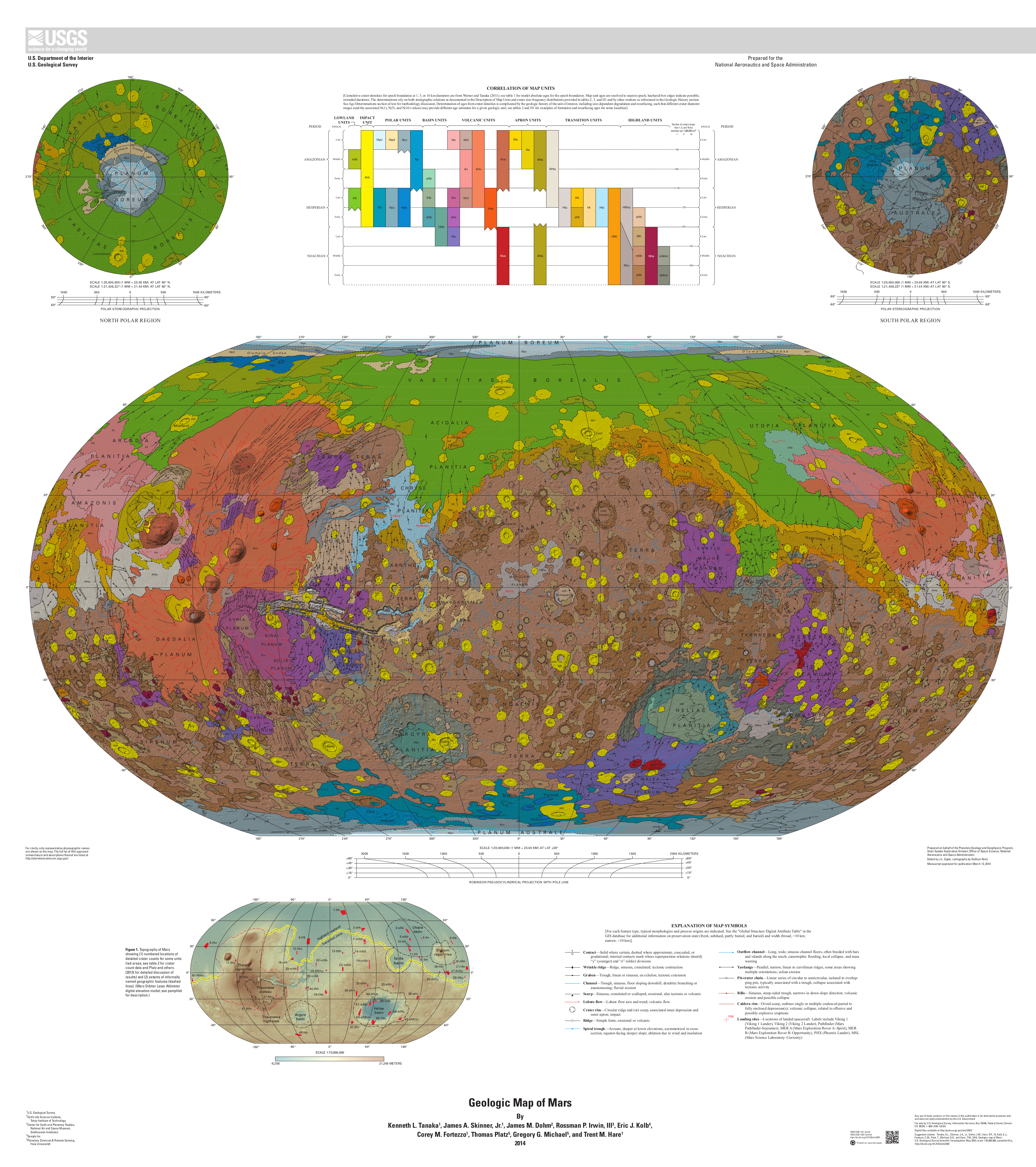
المريخ - خريطة جيولوجية
(full / video).

  - وقد اكتشفت طفرة جينية تسبب التوحد.[254]
  - يقول علماء الفلك أن الكواكب الخارجية المفترضة «غليس 581 د» والأرضية مثل «غليس 581 ز» هي في الواقع قطع أثرية من النشاط النجمي الذي، عندما «تم تصحيحه بشكل غير كامل»، تسبب اكتشافات كاذبة.[255][256]
- 4 يوليو / تموز - يقول علماء يابانيون إنهم وجدوا طريقة لإبطاء عملية الشيخوخة في الزهور بنسبة تصل إلى النصف، وهذا يعني باقات يمكن أن تبقى طازجة لفترة أطول بكثير.[257][258]
- 7 يوليو
  - وذكرت وكالة ناسا أن فوياجر 1، وهي أبعد مركبة فضائية من الأرض، شهدت ثالث موجة جديدة من «موجة تسونامي»، نشأت عن النشاط (إلقاء الكتلة الإكليلية) على الشمس، مما يؤكد أيضا أن المسبار يقع في الفضاء بين النجوم.[259]
  - ويعلن العلماء اكتشاف طائر عصور ما قبل التاريخ العملاق، يدعى بيلاغورنيس سانديرزي، مع أكبر جناحيها من أي وقت مضى (تصل إلى ما يقدر ب 7.4 م (24 قدم).[260][261]
- 9 يوليو / تموز - ذكرت صحيفة نيويورك تايمز أن خطة إعادة تمهيد لإنقاذ المركبة الفضائية إكسبلورر إكسبلورر (أو أيس أو إيزي-3)، أول مركبة فضائية لزيارة المذنب ولكن إزالتها من الخدمة من قبل وكالة ناسا في عام 1997، فشلت. والسبب، الذي يجري التحقيق فيه حاليا، كان يعتقد أصلا أن عدم وجود ضغط النيتروجين في خزانات الوقود: وقد ثبت الآن هذا ليس هو الحال. ويواصل الفريق العمل في قضية الدفة قبل أن تصل الحرفة إلى نقطة يكون فيها الوقود المتبقي غير كاف لتغيير مسارها بشكل مجد. وهناك خطة بديلة في استخدام المركبة الفضائية هي «جمع البيانات العلمية وإرسالها إلى الأرض».[262][263]
- 10 يوليو
  - وتفيد وكالة ناسا أن غوليز على سطح كوكب المريخ يتكون في الغالب من التجميد الموسمية لثاني أكسيد الكربون، وليس عن طريق الماء السائل كما اعتبر سابقا.[264]
  - تم العثور على نجمتين - أولاس J0744 + 25 وأولاس J0015 + 01 - تدور حول درب التبانة على مسافات 775,000 و 900,000 سنة ضوئية من الأرض، على التوالي. وهذا يجعلهم أكثر النجوم البعيدة عن درب التبانة المكتشفة، مما يوسع حدود مجرتنا الرئيسية.[265]

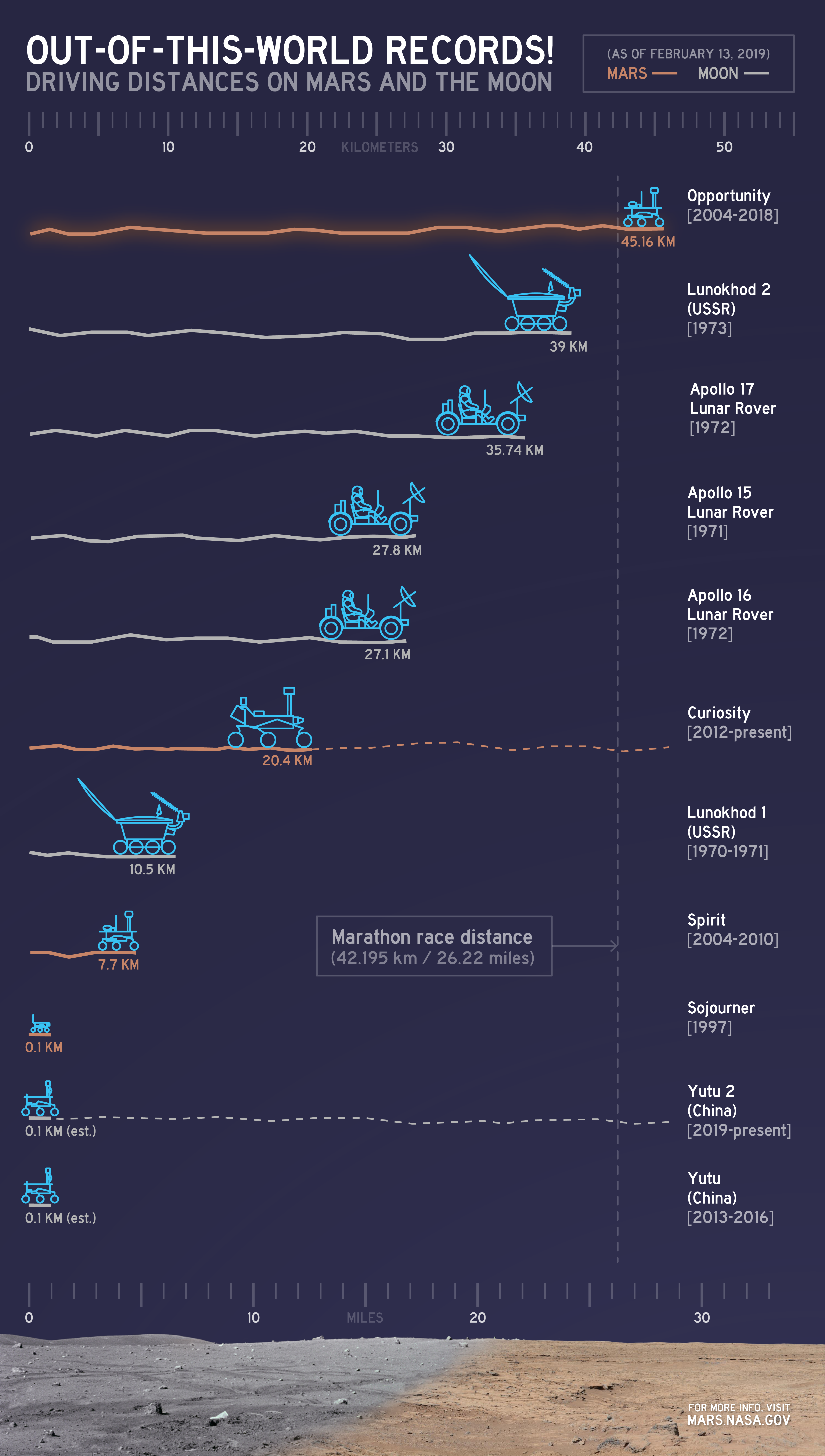
سجلات القيادة عن بعد - بالنسبة إلى مركبة "الفضاء المتجولة" (ناسا، 28 يوليو 2014).

- 11 يوليو - وجدت أكبر دراسة من نوعها من أي وقت مضى اختلافات كبيرة بين الأغذية العضوية والمحاصيل المزروعة تقليديا. الأول لديه ما يقرب من 70 في المئة أكثر من مضادات الأكسدة - أي ما يعادل تناول ما بين 1-2 أجزاء إضافية من الفواكه والخضروات يوميا - ومستويات أقل بكثير من المعادن الثقيلة السامة.[268]
- 14 يوليو
  - ناسا تعلن عن مناقشة من قبل خبراء الفضاء حول «البحث عن الحياة في الكون» (إعادة تشغيل الفيديو (86:49)).[269]
  - أوسغس تنشر خريطة جيولوجية لكوكب المريخ. (خريطة المريخ => محصول / كامل / فيديو (00:56)).[251][252]
- 17 يوليو - يظهر تقرير جديد كيف أن التحسينات في الكفاءة الزراعية يمكن أن تغذى ثلاثة مليارات شخص إضافي.[270][271]
- 20 يوليو - تم تصميم مجمع تعزيز الطور البعدي - واحد من أهم البروتينات والمعقدة التي تشارك في انقسام الخلايا - في 3D في قرار أقل من نانومتر. ويؤكد الباحثون أن هذا الاستنتاج يمكن أن يحول فهم السرطان ويكشف عن مواقع جديدة ملزمة لعقاقير السرطان في المستقبل.[272][273]
- 21 يوليو
  - لأول مرة، أثبت الباحثون دليلا على مفهوم أن فيروس نقص المناعة البشرية يمكن القضاء عليه من الحمض النووي من ثقافات الخلايا البشرية.[274]
  - على الصعيد العالمي، يونيو 2014 كان سخونة يونيو منذ بدأت السجلات في عام 1880، وفقا لأحدث البيانات من الإدارة الوطنية للمحيطات والغلاف الجوي (نوا). ويأتي هذا في أعقاب شهر مايو / أيار الأكثر دفئا في الشهر السابق. ويتوقع الخبراء أن عام 2014 سيكون عام النينيو.[275][276]
- 22 يوليو - تم تطوير الخلايا الشمسية ذات التبريد الذاتي من قبل باحثي ستانفورد، وذلك باستخدام هياكل هرم صغيرة مصنوعة من زجاج السيليكا.[277]
- 23 يوليو
  - وتفيد وكالة ناسا أنه حدث في 23 يوليو / تموز 2012، حدث عاصفة شمسية ضخمة، يمكن أن تكون مدمرة، قد تسببت في حدوث اضطرابات شمسية، وإخماد الكتلة الإكليلية، والطاقة الشمسية الشمسية. هناك فرصة تقدر ب 12٪ لحدث مماثل يحدث بين عامي 2012 و 2022.[278][278][278][279]
  - لأول مرة، تظهر الأدلة، في شكل مسارات متحجرة في كندا، أن التيرانوصورات قد تصطاد ف مجموعات.[280][281]

- 24 يوليو

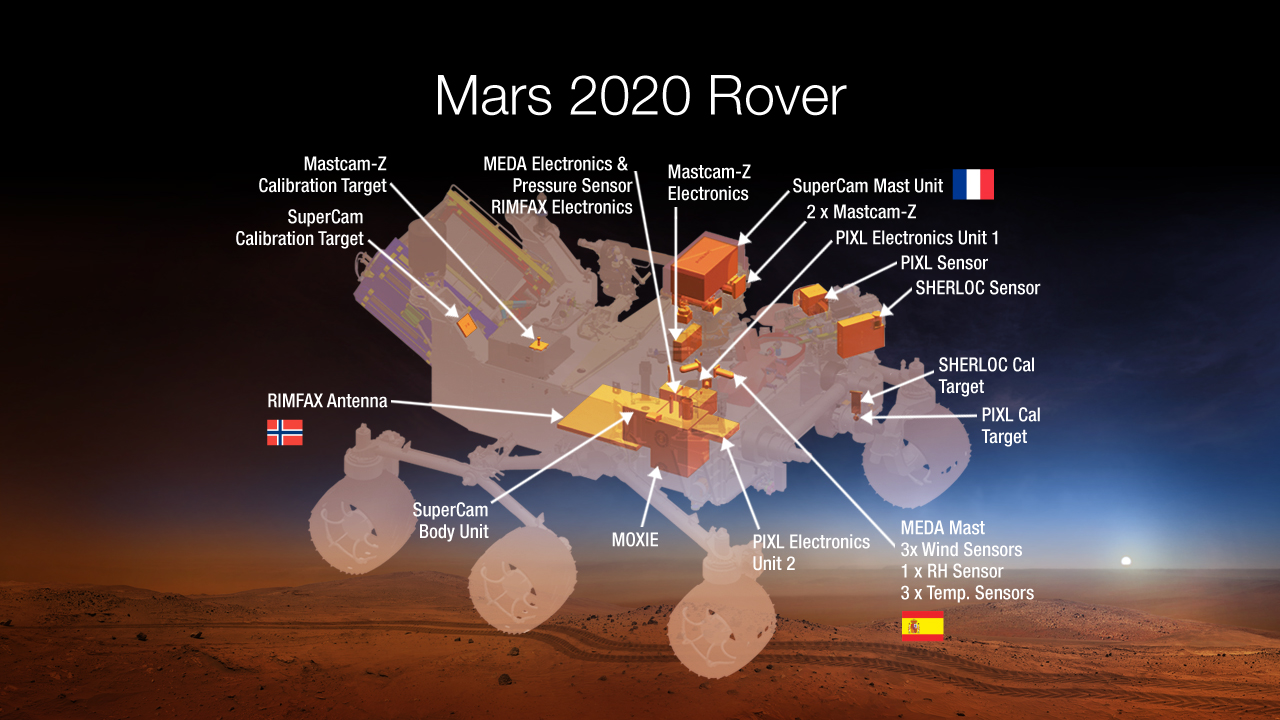
مارس 2020 جمولة مركبة الفضاء المتجولة "روفر" - (31 يوليو 2014).

  - وتعلن وكالة ناسا عن تحديد القياس الأكثر دقة حتى الآن لحجم كوكب خارج المجموعة الشمسية (كيبلر-93b)؛ واكتشاف كوكب خارج المجموعة الشمسية (كبلر-421b) الذي له أطول سنة معروفة (704 يوما) من أي عابر، ووجود الأجواء الجافة جدا على ثلاثة كواكب خارج المجموعة الشمسية (هد 189733b، هد 209458b، واسب-12b) التي تدور حول النجوم مثل الشمس.[284][285][286]
  - ويحذر تقرير جديد من جامعة ستانفورد من أن التنوع البيولوجي يصل إلى نقطة تحول ستؤدي إلى انقراض جماعي سادس.[287]
- 28 يوليو - ذكرت وكالة ناسا أن روفر المريخ، «فرصة»، بعد أن سافر أكثر من 40 كم (25 ميل) على كوكب المريخ، وضعت رقما قياسيا جديدا «خارج العالم» حيث أن روفر قد دفعت أكبر مسافة، وهو رقم قياسي سابق يحتفظ به روفر لونوخود 2 السوفياتي الذي سافر 39 كم (24 ميل).[266][267] (related image)
- 31 يوليو
  - ناسا تعلن عن حمولة المريخ 2020 روفر، نسخة مطورة من روفر كوريوسيتي تستكشف حاليا كوكب المريخ.[282][283] (related image).
  - يقول العلماء تفاصيل تطور الطيور من الديناصورات ثيروبود.[288][289]
  - دلفين الحدباء الأسترالية وصف علميا في مجلة مارين ممال سسينس.[290]
  - وقد تم تطعيم الخلايا العصبية التي أعيد برمجتها من خلايا الجلد في أدمغة الفئران لأول مرة مع الاستقرار على المدى الطويل. هذا التظاهر من زرع الخلايا العصبية مستقرة بشكل دائم يثير الأمل في العلاجات المستقبلية في البشر التي يمكن أن تحل محل الخلايا العصبية المرضى مع صحية في أدمغة مرضى مرض باركنسون، على سبيل المثال.[291]

### أغسطس

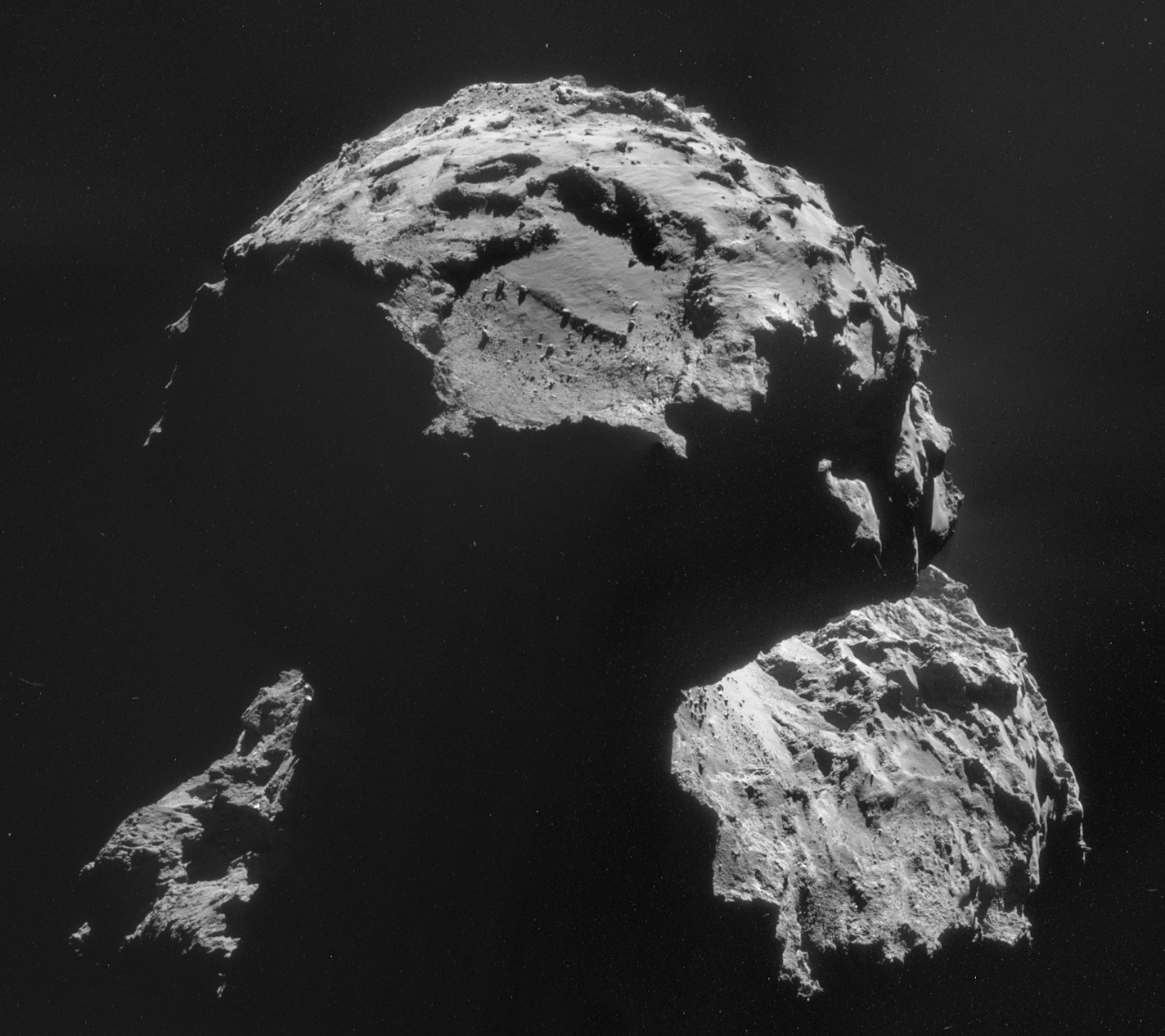
6 أغسطس 2014: مسبار روزيتا يصل إلى المذنب 67P.

- 4 أغسطس - محاكاة الكمبيوتر من قبل مركز مد أندرسون للسرطان تتوقع أنه على الاتجاهات الحالية، والتحسينات المستمرة في الفحص والأدوية يمكن أن تجعل التهاب الكبد C مرض نادر بحلول عام 2036.[292]
- 6 أغسطس
  - يحتفل روفر كوريوسيتي بالذكرى السنوية الثانية له منذ هبوطه على كوكب المريخ في عام 2012.[293]
  - تصل المركبة الفضائية روزيتا إلى المذنب 67P / تشوريوموف-جيراسيمينكو. ومن المقرر أن تبدأ المركبة الفضائية دراسات موسعة عن المذنب للمرة الأولى، ومن المتوقع أن تهبط تحقيقا مرتبطا باسم فيلاه، على سطح المذنب في نوفمبر / تشرين الثاني 2014.[294]
- 7 آب / أغسطس - قام العلماء في أبحاث آي بي إم بإنشاء رقاقة كمبيوتر عصبية (تشبه الدماغ) مع مليون خلية عصبية قابلة للبرمجة و 256 مليون مشابك قابلة للبرمجة عبر 4096 نواة عصبية معوية فردية.[295]
- 8 أغسطس - أظهر علاج السكتة الدماغية باستخدام الخلايا الجذعية المستخرجة من نخاع العظم لدى المرضى نتائج واعدة في التجربة الأولى من نوعها في البشر.[296]
- 10 أغسطس
  - يمر مستكشف الكوميتا الدولي (أيس أو إيزي-3) (في الساعة 18:17 بالتوقيت العالمي المنسق) حوالي 15,600 كم (9,700 ميل) من سطح القمر، وبعد ذلك سيعود إلى محيط الأرض في 17 عاما. أيس هي المركبة الفضائية الأولى لزيارة المذنب ولكن إزالتها من الخدمة من قبل وكالة ناسا في عام 1997. لم تكن المحاولات الأخيرة لاستعادة السيطرة على أيس من قبل عشاق الفضاء ناجحة.[297]
  - وقد أعلنت الجمعية الكيميائية الأمريكية عن وجود «إسفنج» ثاني أكسيد الكربون يمكن أن يساعد في امتصاص الانبعاثات من صنع الإنسان من محطات توليد الطاقة.[298]
- 11 أغسطس - علماء الفلك الإفراج عن الدراسات، وذلك باستخدام أتاكاما كبير ملليمتر / المليمتر صفيف (ألما) لأول مرة، أن تفاصيل توزيع هن، هنك، H2CO، والغبار داخل كوماي من المذنبات C / 2012 F6 (ليمون) و C / 2012 S1 (إيسون).[299][300]
- 13 أغسطس
  - ويبدأ مرصد الكربون المداري التابع لوكالة ناسا 2 بإرجاع البيانات عن ثاني أكسيد الكربون العالمي.[301]
  - المؤتمر الدولي للرياضيين 2014 جوائز ميداليات ميداليات ل أرتور أفيلا، مانجول بهرغافا، مارتن هيرر، ومريم ميرزاخاني. ميرزاخاني هي أول امرأة تفوز بميدالية فيلدز.[302][303]
- 14 أغسطس
  - ويعلن العلماء عن جمع جزيئات الغبار بين النجوم من المركبة الفضائية ستاردست منذ عودتها إلى الأرض في عام 2006.[304][305][306][307]
  - وقد أظهرت جامعة هارفارد سرب ذاتية التنظيم يتألف من 1000 آلة فردية.[308]
- 15 أغسطس - وجد الفيزيائيون في الليزر طريقة لجعل مجهر القوة الذرية يحقق 20 مرة أكثر حساسية وقادرة على الكشف عن قوى صغيرة مثل وزن فيروس فردي.[309]
- 20 أغسطس
  - ويذكر رواد الفضاء الروس العثور على العوالق البحرية على أسطح النوافذ الخارجية لمحطة الفضاء الدولية، وهم غير قادرين على شرح كيفية الوصول إلى هناك.[310][311][312][313]
  - وقد اكتشف العلماء آلاف الأنواع المختلفة من الكائنات الحية الدقيقة في بحيرة ويلانز، وهي مجموعة كبيرة من المياه المدفونة 800 متر (2,600 قدم) تحت الغطاء الجليدي في أنتاركتيكا.[314][315][316]
  - وقد تضاعف فقدان الجليد من صفائح جليد غرينلاند وغرب القارة القطبية الجنوبية في أكثر من الضعف في السنوات الخمس الماضية، استنادا إلى رسم خرائط موسعة من قبل ساتل إيسا كريوسات -2. معدل الذوبان «غير المسبوق» - حوالي 500 كيلومتر مكعب من الجليد سنويا - هو الأعلى على الإطلاق.[317][318][319]
  - وتشير دراسة جديدة إلى أن البشر الحديثين والنسان نياندرتال تعايشوا في أوروبا لمدة تصل إلى 5000 سنة - 10 مرات أطول مما كان يعتقد سابقا.[320]
  - وقد اكتشف العلماء منطقة الدماغ المسؤولة عن دوافع ممارسة الرياضة - هبينولا الإنسي الظهري.[321]
- 21 أغسطس
  - وقد صمم الباحثون برنامجا حاسوبيا يمكنه التعرف بدقة على الحالات العاطفية للمستخدمين بنسبة تصل إلى 87٪ من الوقت.[322]
  - وقد تتراجع المهارات الاجتماعية لدى الأطفال حيث أن لديهم وقتا أقل للتفاعل وجها لوجه بسبب زيادة استخدام وسائل الإعلام الرقمية، وفقا لدراسة علم النفس في جامعة كاليفورنيا.[323]
  - عملية آلية جديدة تستخدم فلاش الضوء للكشف عن عمر مضان يمكن أن تحسن الفرز وإعادة تدوير البلاستيك.[324][325]
- 24 أغسطس - تم تصميم جهاز يعمل بكامله - الغدة الصعترية - لينمو داخل الحيوان لأول مرة.[326]
- 25 أغسطس - علماء يعلنون خمسة مواقع هبوط محتملة على المذنب 67P / تشوريوموف-جيراسيمينكو من قبل فيلة لاندر المرتبطة المركبة الفضائية روزيتا التي اجتمعت مع المذنب في 6 أغسطس 2014.[327]
- 28 أغسطس
  - وتظهر وكالة ناسا رصد سحابة الغبار التي يعتقد أنها تشكلت نتيجة الكويكبات تصطدم بالقرب من نجم نغك 2547-ID8، نظام 1200 سنة ضوئية بعيدا. وستتيح هذه الرؤية فرصة نادرة لمراقبة العمليات التي ينطوي عليها تشكيل الكوكب الصخري.[328]
  - وتكمل وكالة ناسا استعراضا لنظام إطلاق الفضاء. سوف يكون الصاروخ أول إطلاق اختبار «في موعد لا يتجاوز نوفمبر 2018» مع إمكانية الرحلات المأهولة إلى المريخ في 2030s.[329]
- 30 أغسطس - دواء جديد يعرف باسم LCZ696 يمكن أن يقلل من خطر الوفاة من أمراض القلب والأوعية الدموية بنسبة 20٪ مقارنة مع العلاجات السابقة. ويزعم أنه من بين أكبر التقدم في علاج هذه الحالة في أكثر من 10 سنوات.[330]
- 31 أغسطس
  - يحمي النبيذ فقط من أمراض القلب والأوعية الدموية لدى الأشخاص الذين يمارسون الرياضة.[331]
  - وقد وجدت دراسة أجريت على 131,000 شخص أن شرب الشاي يقلل من الوفيات غير القلبية الوعائية بنسبة 24 في المئة.[332]

### سبتمبر
- 1 سبتمبر
  - ويعمل المكتب المخصب بالنباتات على جعل الموظفين أكثر سعادة ويعزز الإنتاجية بنسبة 15 في المائة، وفقا لدراسة أجرتها جامعة كوينزلاند.[333]
  - وتمت الموافقة على السيارات الرياضية التي تعمل على المياه المالحة باستخدام نظام نانو فلوسيل إلى أربعة محركات كهربائية، والتي لديها مجموعة من 600 كم، لاختبار الطرق الأوروبية.[334]
- 2 سبتمبر - المعدل الحالي لانقراض الأنواع هو 1000 مرة أسرع من عصر ما قبل الإنسان، وفقا لدراسة في مجلة علم الأحياء المحافظة.[335]
- 3 سبتمبر
  - ويرد وصف نوعين في جنس ديندروغراما الجديد، الذي كان في البداية غير مخصص لأي قسم خاص في المملكة الحيوانية.وقد صنفت فيما بعد على أنها نوع واحد من النيدان.[336][337]
  - وقد أثبتت الاتصالات الدماغية إلى الدماغ في البشر تقع على بعد 5000 ميل.[338][339]
  - وقد قرر علماء الفلك أن مجرة درب التبانة الخاصة بنا هي جزء من مجموعة من المجرات التي تم تحديدها حديثا، والتي أطلق عليها اسم «لانياكيا».[340]
  - تجاوزت كندا البرازيل لقيادة العالم في انخفاض الغابات، وفقا لتقرير جديد. وتتسارع وتيرة الانخفاض مع فقدان أكثر من 104 ملايين هكتار - أي نحو 8.1 في المائة من الغابات العالمية غير المضطربة - من عام 2000 إلى عام 2013.[341]
- 4 سبتمبر
  - ووجدت دراسة جديدة أن هناك 99.999٪ من اليقين بأن انبعاثات غازات الدفيئة البشرية المنشأ تدفع الاحترار العالمي.[342][343]
  - وتفيد ناسا بتلقي أول بيانات علمية من أدوات على متن المدار روزيتا تدرس المذنب 67P / تشوريوموف-جيراسيمينكو. وتشير البيانات إلى أن المذنب هو الظلام غير معتاد، والهيدروجين والأكسجين وجدت في الغيبوبة والسطح لم تحتوي على أي بقع الماء الجليدي كبيرة. كان العلماء يتوقعون بقع كبيرة من الجليد المائي لأن المذنب بعيد جدا عن دفء الشمس لتحويل مياهه إلى بخار.[344]
  - وكانت أشكال الحياة المنتجة للأكسجين موجودة على الأرض قبل 60 مليون سنة مما كان يعتقد سابقا، وفقا لجيولوجيين من كلية ترينيتي دبلن.[345]
  - وينشر الجينوم البن، مع تحديد أكثر من 25,000 الجينات. هذا يكشف أن مصانع القهوة تجعل الكافيين باستخدام مجموعة مختلفة من الجينات من تلك الموجودة في الشاي والكاكاو وغيرها من هذه النباتات.[346][347]

- 5 سبتمبر

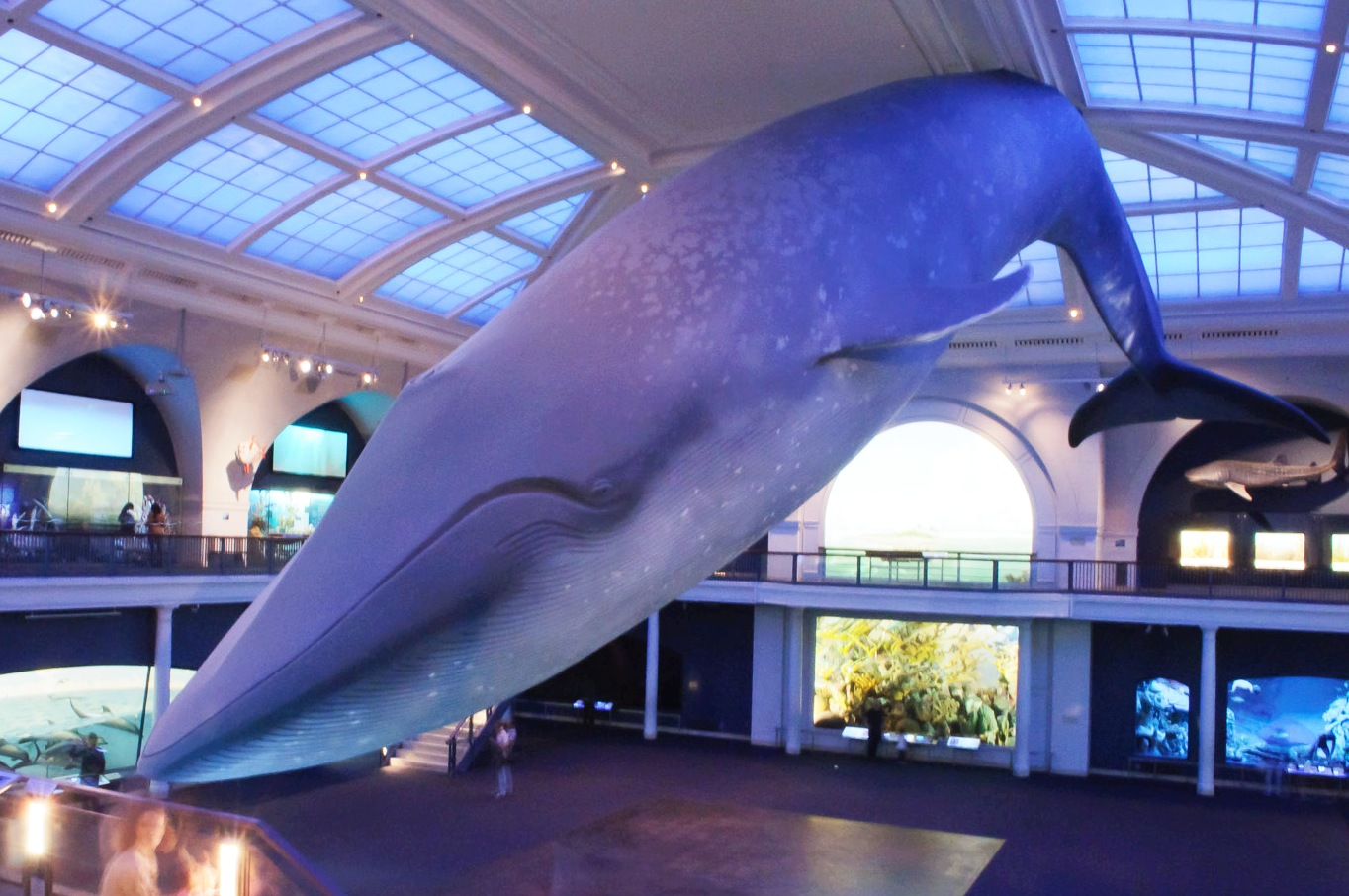
معرض الحوت الأزرق في المتحف الأمريكي للتاريخ الطبيعي.

  - وقد تعافت الحيتان الزرقاء قبالة ساحل كاليفورنيا إلى مستويات سكانية تاريخية قريبة، يبلغ عددهم نحو 2200 نسمة.[348]
  - تم تصنيع أول عرض مرن قائم على الجرافين من قبل جامعة كامبريدج.[349]
- 7 سبتمبر / أيلول - ذكرت وكالة ناسا أن كويكبا صغيرا بالقرب من الأرض، يدعى 2014 أرسي، سيعمل على الاقتراب من أرض 0.000267 أو (39900 كم؛ 24,800 ميل) (0,1 مسافات قمرية) حوالي الساعة 18:01 بالتوقيت العالمي المنسق في 7 سبتمبر 2014.[350][351][352]
- 8 سبتمبر
  - وتكشف وكالة ناسا عن أدلة على التكتونيات الصفائحية على يوروبا، وهو قمر صناعي لكوكب المشتري كوكب المشتري - أول علامة على هذا النشاط الجيولوجي على عالم آخر غير الأرض.[353]
  - وقد حدد علماء الأحياء الجين - أمك - التي يمكن أن تمتد العمر الافتراضي للذباب الفاكهة بنسبة 30٪. وعلاوة على ذلك، فإن هذا يؤثر على الجسم كله عند تفعيلها «عن بعد» في نظم الأجهزة الرئيسية.[354]
- 9 سبتمبر
- وتزداد انبعاثات غاز الدفيئة بمعدل أسرع منذ عام 1984، وفقا للمنظمة العالمية للأرصاد الجوية.[355]
  - أخذ ثلاثة بطء، مسافات قصيرة من خمس دقائق لكل يمكن عكس الآثار الضارة للجلسة لفترات طويلة لمدة ثلاث ساعات.[356]
  - اكتشف علماء الفلك أول دليل على سحب جليد الماء على جسم خارج النظام الشمسي.[357]
  - وقد قام المهندسون في جامعة ستانفورد بإنشاء أجهزة راديوية نملة الحجم على رقاقة، مدعومة بموجات كهرومغناطيسية واردة، يمكن استخدامها لإنترنت الأشياء.[358]
- 10 سبتمبر - ارتفع معدل إزالة الغابات في الأمازون بنسبة 29٪ في عام 2013، مع إزالة 5891 كم 2 من الغابات، وفقا للأرقام الصادرة عن الحكومة البرازيلية.[359]
- 11 سبتمبر
  - وتفيد وكالة ناسا أن روفر كوريوسيتي على كوكب المريخ قد وصل إلى جبل شارب (أو أيوليس مونس)، وهو جبل في وسط غيل كريتر والوجهة الرئيسية للبعثة على المدى الطويل.[360][361]
  - وهناك حفريات جديدة من سبينوسوروس تؤكد أنها أول ديناصور سباحة معروف والديناصور شبه المائي الوحيد المعروف.[362]
  - كشفت سانديسك عن بطاقة سد سعة 512 جيجابايت، وهي أعلى سعة تخزينية في هذا الشكل.[363][364]
- 12 سبتمبر
  - تم كشف النقاب عن روبوت بأذرع حاذقة قادرة على تحميل غسالة صحون في مهرجان العلوم البريطاني.[365]
  - وقد حقق الباحثون اختراقا في إنتاج وقود الهيدروجين من الماء. تقنية جديدة، الذي يخزن الطاقة من الشمس والرياح، هو أسرع 30 مرة من عملية بيم الرائدة.[366]
- 15 سبتمبر
- وكالة الفضاء الأوروبية تعلن اختيار «الموقع J» على «رئيس» المذنب 67P / تشوريوموف-جيراسيمينكو كموقع الهبوط من التحقيق فيلة تعلق على المركبة الفضائية روزيتا تدور حول المذنب حاليا. تاريخ الهبوط المخطط له هو 11 نوفمبر 2014.[367][368]
  - عندما يتم تقسيم FOXP2 - الجين البشري المسؤول عن الكلام واللغة - في الفئران، فإنه يسمح لهم لمعرفة المزيد بسرعة وأداء أفضل في مجموعة متنوعة من الاختبارات، وفقا لدراسة جديدة.[369]
- 16 سبتمبر - ناسا تمنح عقود لبوينغ وسباسكس لتنفيذ البعثات المأهولة إلى محطة الفضاء الدولية اعتبارا من عام 2017 فصاعدا، مما ينهي الاعتماد الأمريكي على روسيا لخدمات النقل الفضائي.[370][371][372]
- 17 سبتمبر
  - دراسة لمائة مليار من الحيوانات التي تغذى المعدلة وراثيا والمحاصيل العادية لا تظهر أي تأثير للمحاصيل المعدلة وراثيا على صحة الحيوان.[373]
  - وقد تم تطوير أول اختبار دم لتشخيص الاكتئاب الشديد لدى البالغين.[374]
- 18 سبتمبر
  - على الصعيد العالمي، أغسطس 2014 كان سخونة أغسطس مسجلة، وفقا للبيانات الصادرة عن نوا. هذا يلي سخونة مايو ويونيو أيضا هذا العام.[375][376]
  - ويواصل ثاني أكسيد الكربون من صنع الإنسان تعقب سيناريوهات الانبعاثات العالية، مما يؤدي إلى تآكل فرص الإبقاء على الاحترار العالمي أقل من 2 درجة مئوية، وفقا لمركز البحوث المناخية والبيئية الدولية (سيسيرو).[377]
- 19 سبتمبر / أيلول - طور باحثو ستانفورد بروتينا «شائعا» يعطل الانبثاث، وهي العملية التي تجعل الخلايا السرطانية تنتشر في مواقع أخرى في الجسم.[378]
- 21 سبتمبر - يبدأ مسبار الفضاء مافن (المريخ الغلاف الجوي والتطور المتطور) تدور حول كوكب المريخ (10:24 مساء / إت / الولايات المتحدة الأمريكية، 21 سبتمبر 2014).[379][380]

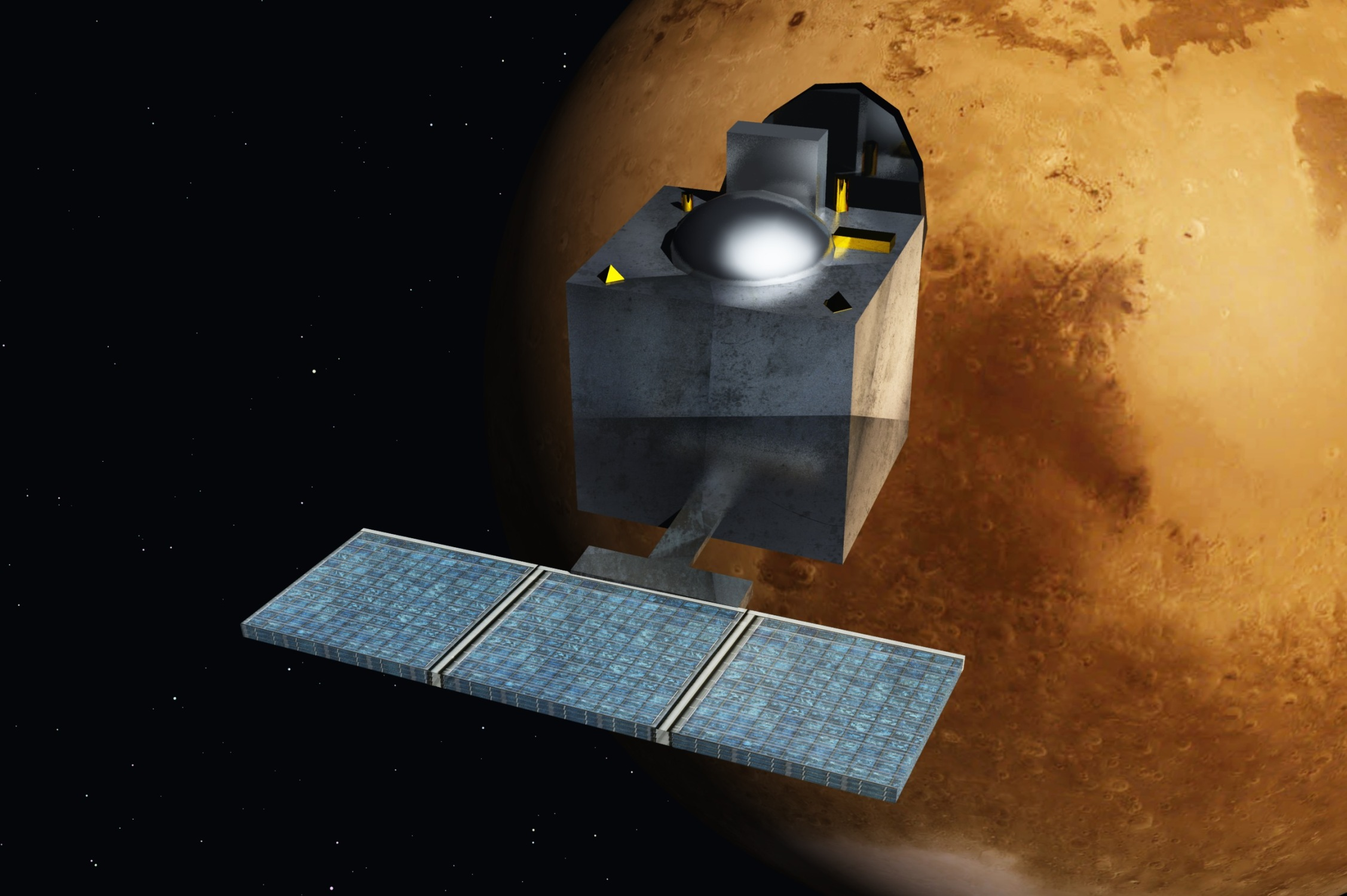
أول مسبار للهند يصل المريخ - بعثة المريخ (مانغاليان).

- 23 سبتمبر / أيلول - أفادت وكالة ناسا أن مهمة K2 لمرصد الفضاء كبلر أكملت الحملة 1، وهي أول مجموعة رسمية من الملاحظات العلمية، وأن الحملة 2 جارية.[381]
- 24 سبتمبر
  - أول مسبار الهند إلى المريخ - بعثة المريخ المريخ، مانغاليان - يدخل بنجاح المدار في 02:00 بالتوقيت العالمي.[382][383]
  - وقد كشفت وكالة ناسا عن اكتشاف بخار الماء على كوكب خارج المجموعة الشمسية هات-P-11b، وقد وجدت الجزيئات الأولى من أي نوع على مثل هذا الكوكب الخارجي الصغير نسبيا.[384]
  - ويذكر خبراء الأمن وجود ثغرة أمنية، يطلق عليها اسم «شلشوك»، في رمز برنامج إنترنت باش شل الذي يرجع إلى الإصدار 1.13 في عام 1992، ويمكن اعتباره أكثر أهمية من علة «هيرتبليد». وقد تم توفير تصحيح البرامج غير المكتملة لإصلاحه.[385][386]
- 25 سبتمبر - تم اكتشاف جزيء عضوي مركب، سيانيد إيزو بروبيل، بالقرب من النواة المجرية. هذا هو أكثر مماثلة للأحماض الأمينية - اللبنات الأساسية للحياة - من أي نتيجة سابقة. وعلاوة على ذلك، فإنه موجود بكميات وفيرة.[387]
- 28 سبتمبر - دواء جديد لسرطان الثدي المتقدم يمكن أن يطيل حياة المرضى بمقدار 15.7 شهرا (56.5 مقابل 40.8 شهرا مقارنة بالمعالجات السابقة).[388][389]
- 29 سبتمبر
  - ورقة الجليد غرينلاند هي أكثر عرضة لتغير المناخ مما كان يعتقد سابقا، مع آثار على ارتفاع مستوى سطح البحر، وفقا لجامعة كامبريدج.[390]
  - وقد صمم العلماء ليزر قياسيا يسرع التفاعل بين الضوء والمادة بعشر مرات.[391][392]
- 30 سبتمبر
  - مايكروسوفت تعلن ويندوز 10، الجيل القادم من نظام التشغيل.[393][394]
  - ويتجاوز متوسط سرعة الاتصال بالإنترنت العالمية عتبة النطاق العريض "4" مبيت / s 4 للمرة الأولى.[395]
  - (مراكز مكافحة الأمراض واتقائها) عن أول حالة لفيروس إيبولا في الولايات المتحدة في دالاس، تكساس.[396][397][398][399]

### أكتوبر

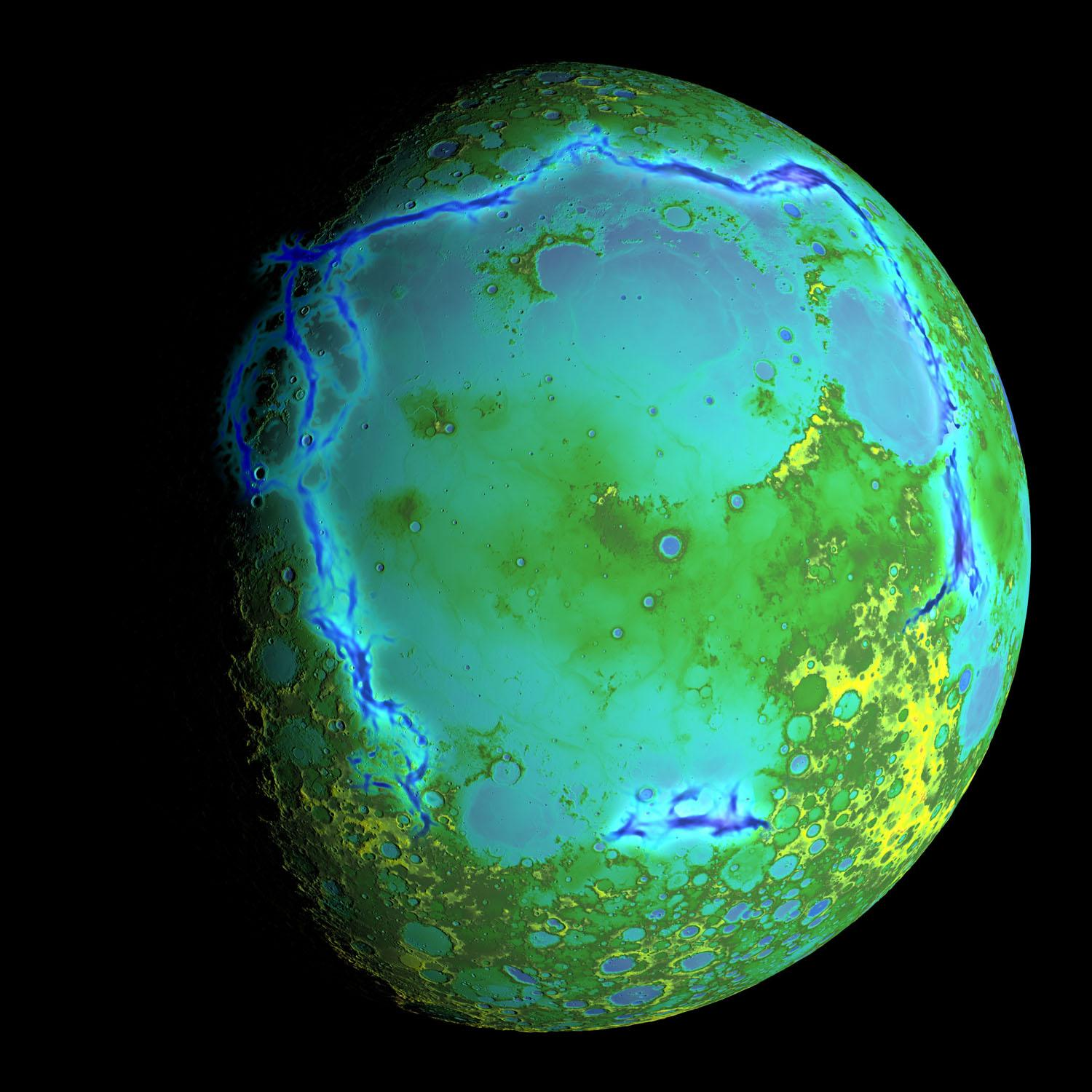
القمر - وديان الصدع القديمة وجدت حول أوسانوس بروسلاروم (غرايل؛ 1 أكتوبر 2014).

- 1 أكتوبر / تشرين الأول - ذكرت وكالة ناسا أن بعثة غريل اكتشفت وديان متصدع قديمة تحيط بمنطقة أوسانوس بروسلاروم الكبيرة («محيط العواصف») للقمر.[400]
- 2 أكتوبر
- تم الإبلاغ عن فرميونات ماجورانا المفترضة سابقا كجسيمات كاوسيبارتيكلس لأول مرة.[401]
  - وتنفذ أول عملية لتخزين وتخزين الكربون على نطاق تجاري في العالم على محطة لتوليد الطاقة تعمل بالفحم رسميا في محطة توليد السد الحدودية في استيفن بساسكاتشوان.[402]
- 3 أكتوبر
  - وتظهر عملية إعادة بناء جديدة لتاريخها الجيني أن وباء فيروس نقص المناعة البشرية قد نشأ بالتأكيد تقريبا في كينشاسا، عاصمة جمهورية الكونغو الديمقراطية، حوالي عام 1920.[403]
  - يمكن لعملية جديدة فصل جزيئات CO2 إلى ذرة كربون وجزيء O2، بدلا من أول أكسيد الكربون وذرة واحدة من الأكسجين. التطبيقات المستقبلية قد تشمل الفراغات التي لا تتطلب خزانات الأوكسجين.[404]
  - وقد قام الباحثون بإنشاء «بطارية شمسية» هجين يمكنها تخزين قوتها الخاصة باستخدام قضبان ثاني أكسيد التيتانيوم بحجم نانومتر.[405]
  - تم العثور على كهف ولاية أوريغون، حيث تم العثور على أقدم دليل الحمض النووي على السكن البشري في أمريكا الشمالية، إلى السجل الوطني للأماكن التاريخية. تم العثور على الحمض النووي، الكربوني المشع بتاريخ 14,300 سنة، في كوبروليتات بشرية متحجرة كشفت في كهوف بيزلي فايل ميل بوينت في جنوب وسط ولاية أوريغون.[406]
- 4 أكتوبر - أول طفل يولد لأم مع زرع الرحم في السويد.[407]
- 5 تشرين الأول / أكتوبر - تبين دراسة جديدة للاحترار العالمي أن محتوى الحرارة في المحيطات قد قلل كثيرا من تقديره في نصف الكرة الجنوبي. ونتيجة لذلك، فإن المحيطات في العالم تستوعب الآن ما بين 24 و 58 في المائة من الطاقة أكثر مما كان يعتقد سابقا.[408][409]
- 6 أكتوبر - منحت جائزة نوبل في الطب لإدفارد موسر وماي بريت موسر وجون أوكيف «لاكتشافهم الخلايا التي تشكل نظام تحديد المواقع في الدماغ» أو، بشكل أقل رسمية، لإيجاد «نظام تحديد المواقع الداخلي، في الدماغ».[410]
- 7 أكتوبر
  - وحصلت جائزة نوبل في الفيزياء على إيسامو أكاساكي وهيروشي أمانو وشوجي ناكامورا من أجل «اختراع الثنائيات الباعثة للضوء الأزرق الفعال التي مكنت مصادر الضوء الأبيض الساطعة والموفرة للطاقة» أو بشكل غير رسمي، أضواء ليد.[411]
  - بسبب تفتيت المناظر الطبيعية، والغابات المطيرة البرازيل تصدر خمس الكربون أكثر مما كان يعتقد سابقا.[412]
- 8 أكتوبر
  - منحت جائزة نوبل في الكيمياء لاريك بيتزيغ، ويليام مورنر وستيفان الجحيم ل "تطوير المجهر الفلورسنس فائقة حل"، والذي يجلب المجهر الضوئي في نانوديمنزيون ".[413][414]
  - يسبب تحمض المحيطات ما يقرب من تريليون دولار من الأضرار التي لحقت بالشعاب المرجانية كل عام، مما يهدد سبل معيشة 400 مليون شخص، وفقا لتقرير يستند إلى عمل 30 خبيرا.[415][416]
- 9 أكتوبر
  - تحول باحثو جامعة هارفارد الخلايا الجذعية الجنينية البشرية إلى خلايا تنتج الأنسولين، وهو تقدم كبير محتمل لمرضى السكري.[417]
  - وقام فريق دولي من العلماء بتطوير عملية قائمة على الطين باستخدام مسحوق مسامي معلق في جلايكول يوفر نهجا فعالا من حيث التكلفة وكفاءة في استخدام الطاقة لاحتجاز الكربون.[418]
  - وقد وضعت طريقة جديدة لإنتاج جسيمات معدنية نانوية ثلاثية الأبعاد بأشكال وأبعاد دقيقة للغاية، وذلك باستخدام الحمض النووي كقالب للبناء.[419]
  - وتبين القياسات الجديدة لدرب التبانة أن هناك نصف المادة المظلمة كما كان يعتقد سابقا، وحل مشكلة «المجرة الأقمار الصناعية المفقودة» البالغة من العمر 15 عاما.[420]
  - شرب ثلاثة أكواب من القهوة يوميا يمكن أن تقلل من خطر انزيم الكبد غير طبيعي مستويات بنسبة 25 في المئة، استنادا إلى دراسة من 14,000 الموضوعات.[421]

- 12 أكتوبر

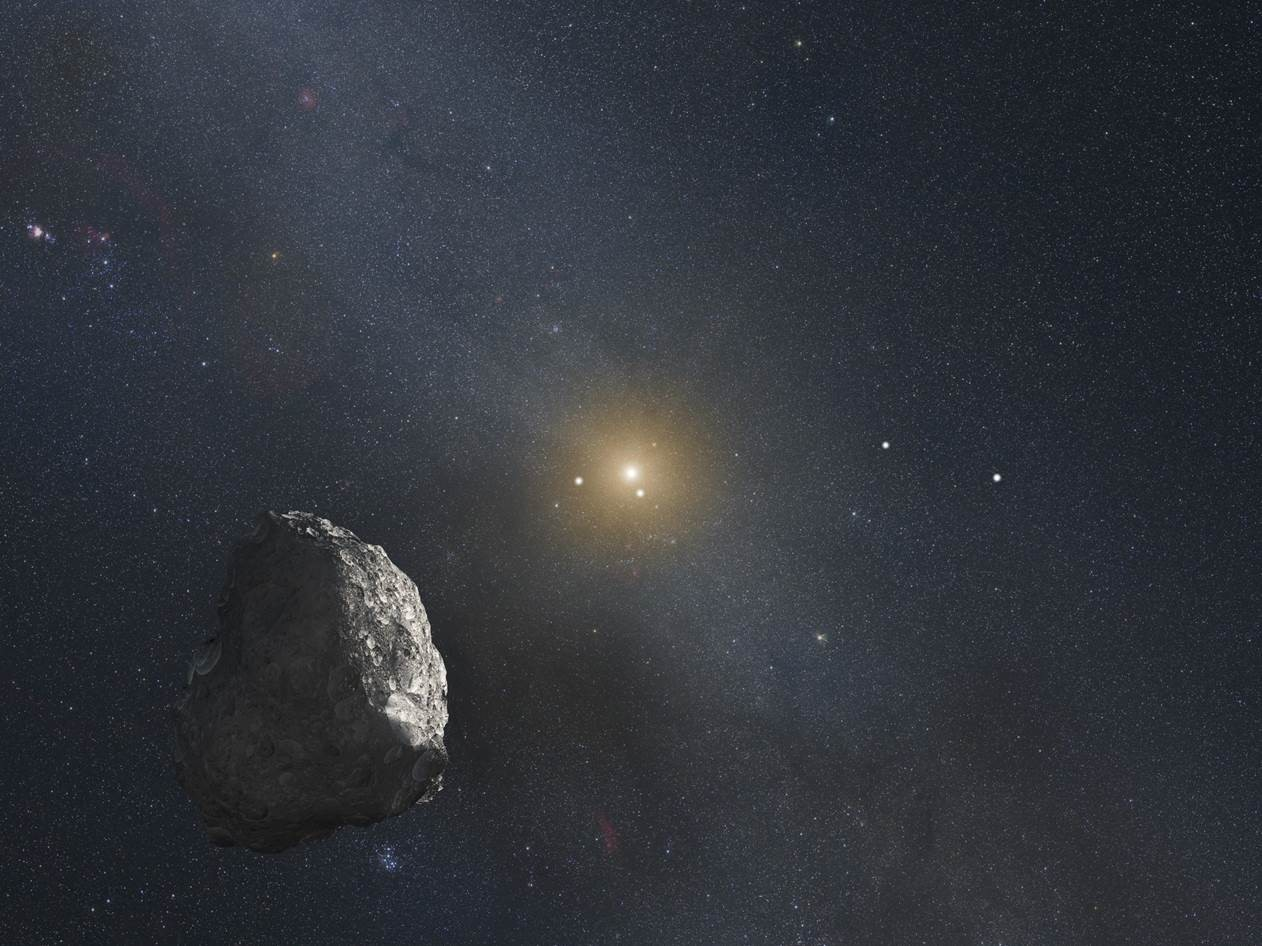
اكتشاف حزام كايبر - هو الهدف المحتمل من مهمة مسبار نيو هورايزونز المركبة الفضائية.

  - يؤكد مركز السيطرة على الأمراض أن عامل الرعاية الصحية في ولاية تكساس وجد أنه إيجابي لفيروس الإيبولا، وهو أول حالة معروفة للمرض يتم التعاقد معها في الولايات المتحدة.[423]
  - الباحثون، لأول مرة، يجدون طريقة لإعادة إنتاج خلايا الزهايمر في طبق بيتري.[424][425]
- 13 أكتوبر
  - وقد تم تطوير بطارية جديدة قادرة على إعادة شحنها تصل إلى 70 في المائة في دقيقتين فقط. كما أن عمر البطارية أطول من 20 عاما.[426]
  - طور مهندسو سامسونج طريقة لنقل بيانات واي فاي خمس مرات أسرع مما كان ممكنا في السابق.[427]
- 14 أكتوبر
  - تستوعب النباتات 16٪ أكثر من CO2 مما كان يعتقد سابقا، وفقا لبحث نشر في مجلة يناس.[428]
  - على الصعيد العالمي، سبتمبر 2014 كان سخونة سبتمبر مسجلة، وفقا لبيانات وكالة ناسا. هذا يلي سخونة مايو ويونيو وأغسطس، أيضا هذا العام.[429][430]
- 15 أكتوبر
- لوكهيد مارتن تقارير عن انطلاقة كبيرة في توليد الانصهار النووي من محطة توليد الكهرباء على نطاق صغير.[431][432][433]
  - ناسا تعلن عن العثور على العديد من الأجسام حزام كويبر التي قد تكون مستهدفة من قبل المركبة الفضائية نيو هورايزونز، ومن المتوقع حاليا لأداء طائرة من نظام بلوتو في 14 يوليو 2015.[422]
- 16 أكتوبر - اكتشف علماء الفلك ما يبدو أنه توقيع «المحاور»، والتي من المتوقع أن تكون مرشحات جسيمات المادة المظلمة. إذا تم تأكيد ذلك، سيكون هذا أول اكتشاف مباشر وتحديد للمادة المنهكة.[434]

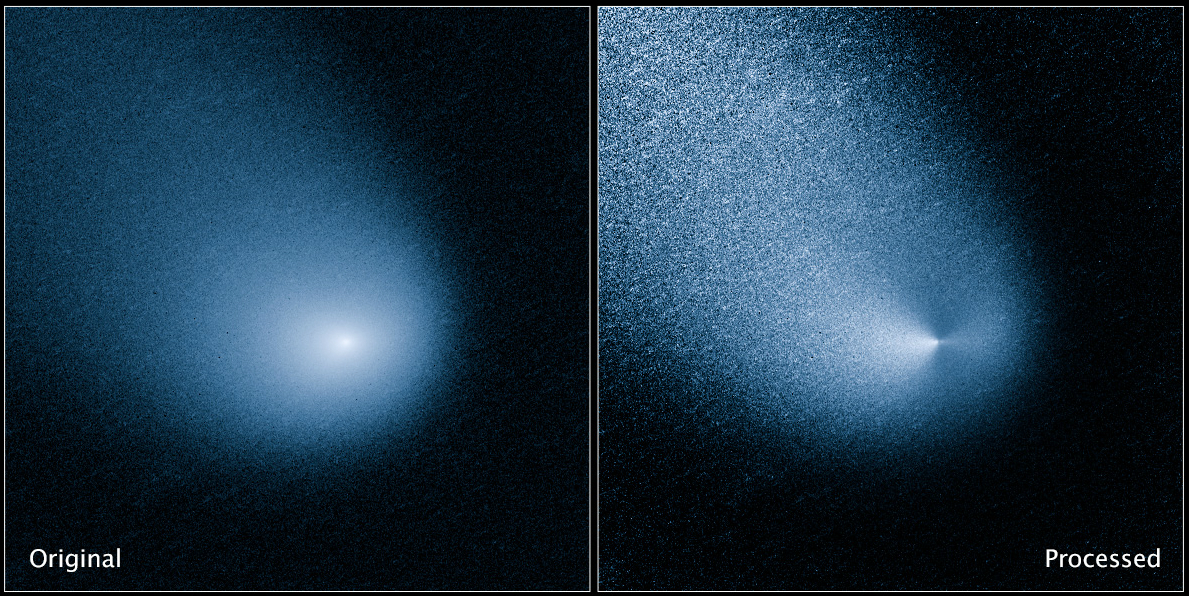
مرور المذنب C/2013 A1 بالقرب من المريخ في 19 أكتوبر 2014 (هابل، 11 مارس 2014).

- 17 تشرين الأول / أكتوبر - استخدم العلماء في جامعة بريستول ميكانيكا الميكانيكا / ميكانيكا الميكانيكا الجزيئية لتحسين فهم مقاومة المضادات الحيوية، التي قد تمكن من تصميم أدوية أفضل في المستقبل.[435]
- 19 أكتوبر - ذكرت وكالة ناسا أن جميع المدارات المريخ، بما في ذلك المريخ أوديسي المدار، المريخ استطلاع المدار ومافن ، وكذلك، المدار وكالة الفضاء الأوروبية، مارس اكسبريس، والساتل إيسرو، المريخ المريخ مهمة هي صحية بعد ذبابة كوميت سيدينغ الربيع من كوكب المريخ.[436][437][438][439][440][441]
- 20 أكتوبر
  - وقد بني الفيزيائيون شعاع جرار قابل للعكس يمكن أن يتحرك الأجسام 0.2mm في القطر لمسافة تصل إلى 20 سم. هذا هو 100 مرة أكثر مما كان ممكنا في التجارب السابقة.[442]
  - عن طريق تعزيز بروتين يسمى NT3، استعاد العلماء فقدان السمع في الفئران.[443]
- 21 أكتوبر - أصبح دريك فيديكا، وهو رجل بولندي مشلول، أول رجل في العالم يسير مرة أخرى بعد العلاج الرائد الذي ينطوي على زرع الخلايا من أنفه إلى الحبل الشوكي المقطوع.[444]
- 22 أكتوبر
  - طريقة جديدة لإنتاج الخلايا الشمسية تمكن السيليكون لاستخدامها التي هي أقل من 1000 مرة نقية، ويتطلب فقط ثلث الطاقة لتصنيع بالمقارنة مع الطرق التقليدية. في حين أن كفاءة الطاقة منخفضة حاليا (3.6٪) للاستخدام التجاري، يمكن أن يتم تنقيح هذه العملية الجديدة في المستقبل، مما يحتمل أن يقلل من تكلفة الطاقة الشمسية.[445]
  - يمكن للدواء الجديد، OTS964، القضاء على سرطان الرئة البشري العدواني المزروع في الفئران، مع بعض الآثار الجانبية.[446]
  - إن اكتشاف الشكل السابع عشر للثلج الجليدي، الجليد السادس عشر، مقبول للنشر في الطبيعة.[447]
- 23 أكتوبر - كسوف الشمس الجزئي يحدث في معظم أنحاء أمريكا الشمالية.
- 24 أكتوبر
  - وباستخدام الخلايا الجذعية من 25 ملليلتر فقط من الدم، نما الباحثون في الأوعية الدموية الجديدة في سبعة أيام فقط، مقارنة بشهر لنفس العملية باستخدام نخاع العظم. تم زرع هذه الأوعية الدموية في المرضى لتوصيل الجهاز الهضمي إلى الكبد.[448]
  - يقول علماء من كلية الطب بجامعة هارفارد طريقة جديدة لاستخدام الخلايا الجذعية السامة لمهاجمة أورام المخ، دون قتل الخلايا الطبيعية أو أنفسهم. يمكن أن يكون الإجراء جاهزا للتجارب السريرية البشرية في غضون خمس سنوات.[449][450]
  - وتظهر وكالة ناسا العثور على غاز الميثان في السحب القطبية في جو تيتان، قمر كوكب زحل.[451][452]
- 26 أكتوبر - وضع الباحثون الإيرانيون رقاقة مرنة غير مكلفة قادرة على ملاحظة فيروس نقص المناعة البشرية وقياس الحمل الفيروسي في الأفراد الملوثين عند نقطة الرعاية.[453]
- 27 أكتوبر
  - كشفت حكومة المملكة المتحدة عن خطط لحوالي 97 مليون جنيه استرليني (156 مليون دولار) العملاق لدراسة الطقس والمناخ. وباستخدام 13 مرة أكثر من قوة المعالجة من الأنظمة السابقة، فإنه سيؤدي 16,000 تريليون حساب في الثانية.[454][455]
  - وقد حقق الباحثون في جامعة إيندهوفن للتكنولوجيا 255 تيرابت / ثانية على نوع جديد من الألياف مما يسمح بعرض نطاق أكبر بمقدار 21 مرة مما هو متاح حاليا في شبكات الاتصالات.[456]
  - وقد أعلنت مجموعة دولية من العلماء اختراق أهم في عقد من الزمن نحو تطوير الدوائر الكهربائية القائمة على الحمض النووي.[457]
- 28 أكتوبر
  - ويخلص نموذج جديد للسيناريوهات المتعددة لسكان العالم إلى أن قيود الخصوبة الشديدة أو الوفيات الجماعية الكارثية لن تكون كافية لحل قضايا الاستدامة العالمية بحلول عام 2100.[458]
  - يذكر ان صاروخ انتاريس الذي اقامته شركة العلوم المدارية والذي يهدف إلى تزويد المحطة الفضائية الدولية ينفجر مباشرة بعد اطلاقه 18:22 بتوقيت جرينتش / 22:22 بتوقيت جرينتش / مما ادى إلى تدمير السيارة بالكامل واصابة منصة الإطلاق 0 في منتصف المحيط الاطلنطى.[459][460][461][462]
- 29 أكتوبر
  - وقد نمت معدة الإنسان المصغرة من الخلايا الجذعية، التي من المحتمل أن تقدم وسيلة لدراسة القرحة وإصلاح أضرار المعدة في المرضى.[463]
  - كشفت شركة هيوليت باكارد (هب) عن طابعة ثلاثية الأبعاد تدعي أنها ستكون أسرع ب 10 مرات من النماذج الحالية.[464][465]
  - وقد وصفت طريقة لتحسين التوجه الناجم عن الصواريخ الأسرع من الصوت التي تعمل بالليزر في مجلة أوبتيكال أبليكاتيونس في الجمعية البصرية (أوسا).[466]
- 30 أكتوبر - أثبت الباحثون لأول مرة النمو المختبري لقطعة من النخاع الشوكي في ثلاثة أبعاد من الخلايا الجذعية الجنينية الماوس.[467]
- 31 أكتوبر
  - يتم الإعلان عن أسرع الدوائر المتكاملة من قبل داربا، وتحقيق واحد تيراهيرتز (1012 هرتز)، أو تريليون دورات في الثانية الواحدة. هذا هو 150 مليار دورة أسرع من الرقم القياسي العالمي الحالي من 850 غيغاهرتز في عام 2012.[468]
  - يتم شفاء رهاب العناكب عن طريق إزالة جزء من دماغ الرجل.[469]
  - خلال رحلة تجريبية، واجهت سفينة الفضاء «فيرجين غالاكتيك» شذوذا على متن الطائرة تليها انفجار وتحطم في صحراء موهافي، مما أسفر عن مقتل أحد الطيارين وإصابة آخر[470][471][472][473]

### نوفمبر
- 2 نوفمبر

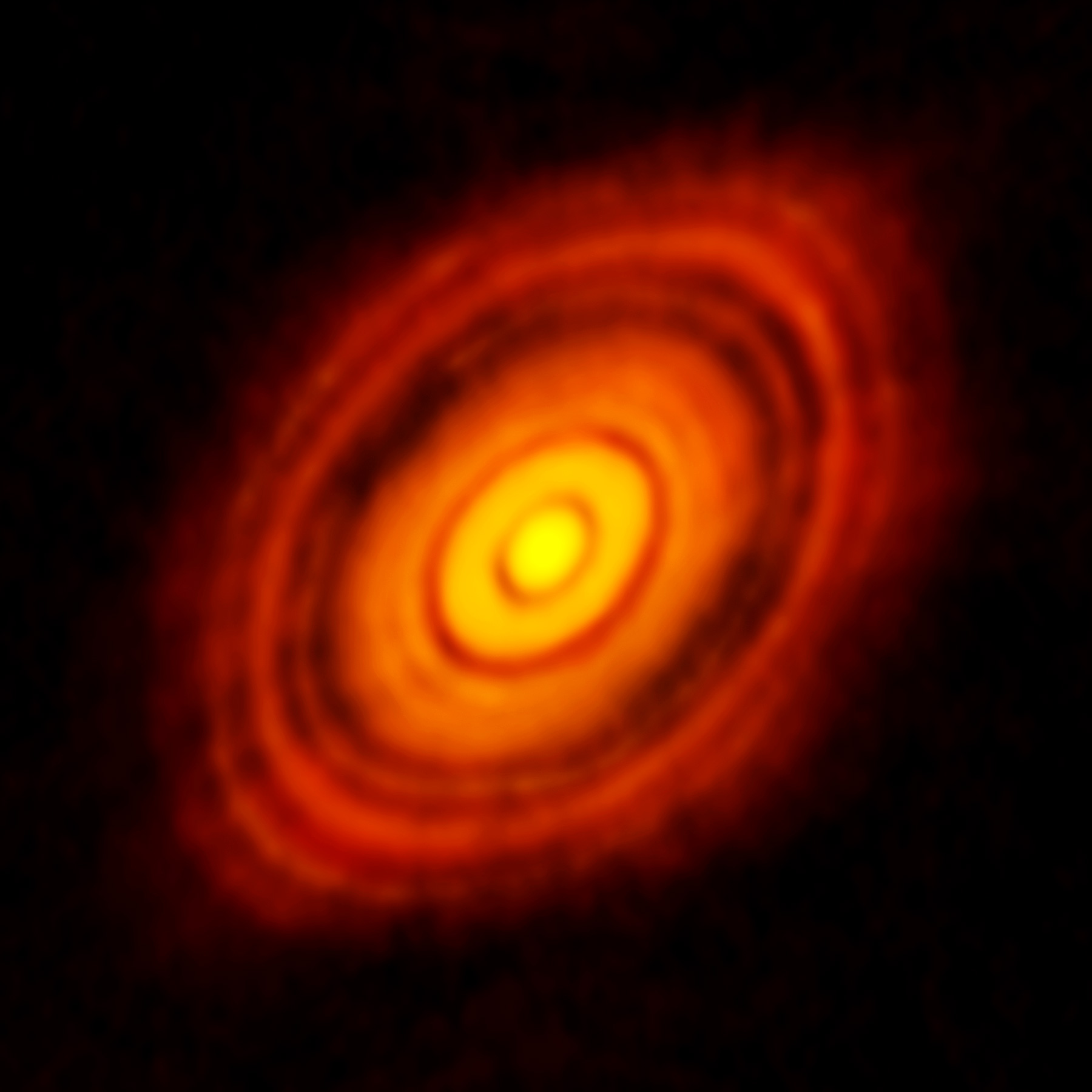
5 نوفمبر 2014: التقاط صورة لمجرة هل توري بواسطة مصفوف مرصد أتاكاما المليمتري الكبير.

  - ويصدر الفريق الحكومي الدولي المعني بتغير المناخ الجزء الأخير من تقريره التقييمي الخامس، المعروف بالتقرير التجميعي. ويناقش ذلك كذلك الآثار المحتملة لتغير المناخ في المستقبل، ومن المأمول أن يمهد الطريق لمعاهدة عالمية ملزمة قانونيا في أواخر عام 2015.[476]
  - وقد قام العلماء بتصنيع جسيمات نانوية اصطناعية مصنوعة من الدهون التي يمكن أن تعالج الالتهابات البكتيرية بدون المضادات الحيوية بينما تمنع في الوقت نفسه مقاومة المضادات الحيوية.[477]
- 5 نوفمبر
  - يكشف تليسكوب ألما قرص كواكب أولية في تفاصيل لم يسبق لها مثيل. سلسلة من حلقات متحدة المركز مرئية في الصورة، تظهر المدارات المحتملة للكواكب الشابة في عملية تشكيلها.[478]
  - وهناك طريقة لوقف بروتينات راس تتحرك من مركز الخلية إلى الغشاء، وهو خطأ مشترك لثلث السرطان، في المؤتمر الوطني لأبحاث السرطان (نكري) في ليفربول.[479]
  - وتتوقع دراسة أجرتها هيئة المسح الجيولوجي الأمريكية نطاقات الموائل المحتملة للطيور في عام 2075 استنادا إلى التغيرات المناخية واستخدام الأراضي وتغطية الغطاء الأرضي.[480]
  - وقد تقدمت التئام الجروح الأساسي مع الصفائح الدموية الاصطناعية التي تتراكم في مواقع الإصابة، جلطات ويوقف النزيف ثلاث مرات أسرع. الصفيحات الاصطناعية لديها حجم واقعي، شكل القرص، والمرونة، والبروتينات السطحية نفسها كما الصفائح الدموية الحقيقية.[481][482]
- 6 نوفمبر - يمكن العثور على نصف كل النجوم في الفضاء بين المجرات، وفقا لدراسة جديدة.[483]
- 7 نوفمبر
- ووجدت دراسة أن هناك على الأقل فرصة 92٪ سوف ينهار النظام البيئي من بوسوم ليدبيتر في جنوب أستراليا في غضون 50 عاما.[484]
  - ويقول باحثون في السويد «انطلاقة هائلة» في مرض باركنسون باستخدام الخلايا الجذعية لاستعادة الخلايا العصبية في الفئران. ومن المتوقع إجراء تجارب سريرية للبشر بحلول عام 2017.[485]
  - وتفيد وكالة ناسا أن المدار حول كوكب المريخ في 19 تشرين الأول / أكتوبر 2014 اكتشف خلال آلاف المذابح في كوكب المريخ آلاف الكيلوغرامات في الساعة من غبار المذنب المكون من المغنيسيوم والحديد والصوديوم والبوتاسيوم والمنغنيز والنيكل والكروم والزنك. وبالإضافة إلى ذلك، تم تحديد نواة المذنب لتكون أصغر من المتوقع 1.9 كم (1.2 ميل)، وتناوب مرة واحدة كل ثماني ساعات.[486]
- 10 نوفمبر / تشرين الثاني - يوصي الرئيس أوباما لجنة الاتصالات الفدرالية بإعادة تصنيف خدمة الإنترنت عريضة النطاق كخدمة للاتصالات السلكية واللاسلكية من أجل الحفاظ على الحياد الصافي.[487][488]
- 11 نوفمبر
  - وقد كشف باحثون أستراليون كيف أن جزيئات الحمض النووي الضخمة التي تظهر في بعض الأورام تتشكل مثل وحش فرانكشتاين، مخيط معا من أجزاء أخرى من الجينوم. هذا يحل لغزا منذ عقود، ويشرح كيف تضمن هذه الأورام بقاءها.[489]

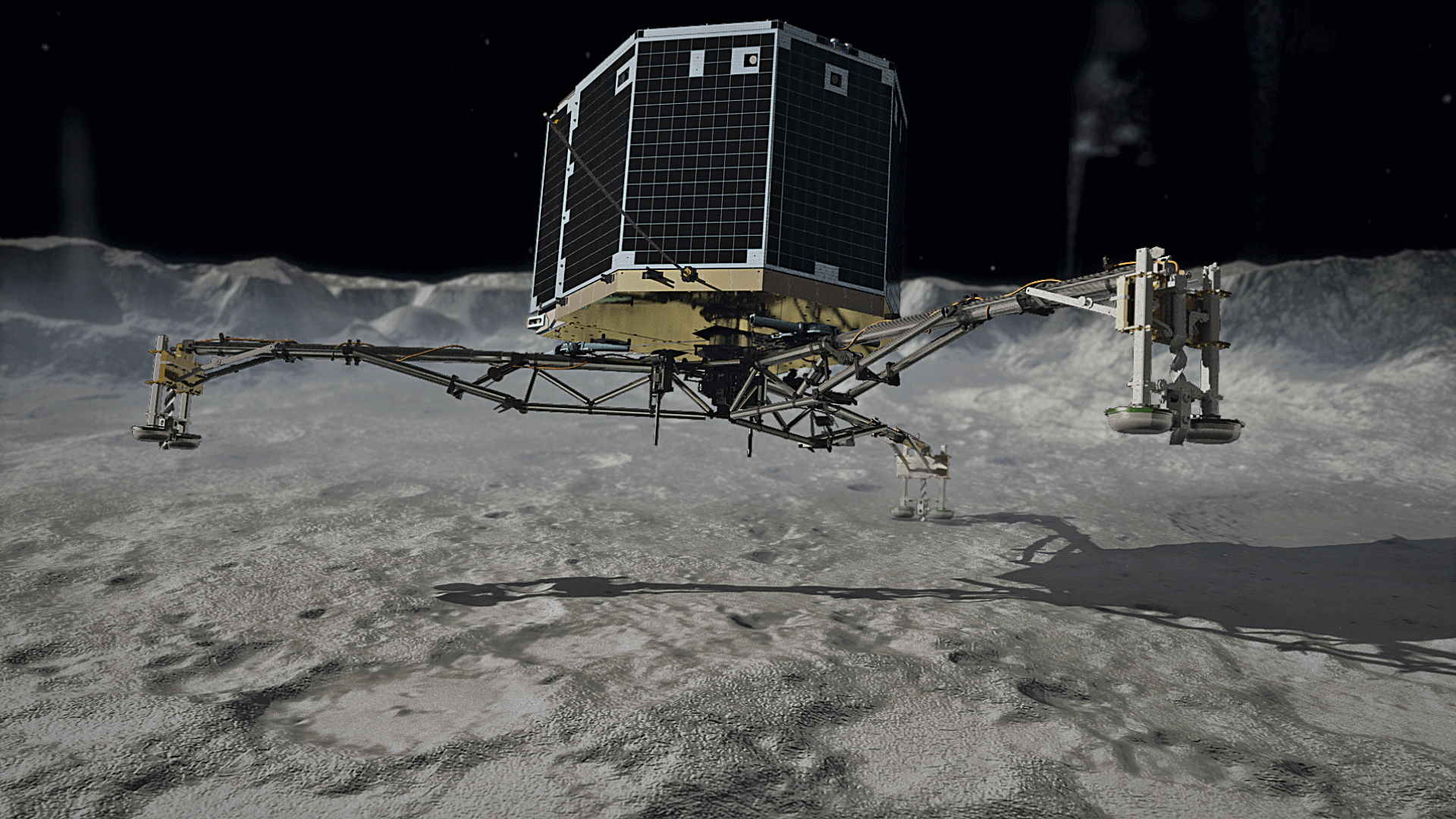
12 نوفمبر 2014: مسبار فيلة من المركبة الفضائية روزيتا الأراضي يهبط بنجاح على سطح المذنب 67P.

- - بحث علماء النانو الإيرانيون فرصة استخدام تقنيات النانو في أنظمة تسليم الأدوية المستهدفة لعلاج السرطان. درس هذا دراسة إنشاء نانودروغ وآثاره على علاج سرطان الثدي. وكان الهدف من هذا العالم لتقديم الكركمين المخدرات نانو مع نموذج الإفراج بطيئا وفعال للشفاء سرطان الثدي. الكركمين هو دواء مع المضادة للسرطان وخصائص مضادة للالتهاب. وعادة ما يستخدم الدواء شفويا أو محيطيا.[490]
- 12 نوفمبر
  - يعود مسبار فيلة من المركبة الفضائية روزيتا إلى السطح بنجاح (في موقع يدعى أجيلكيا) من المذنب 67P / تشوريوموف-جيراسيمينكو.[491][492][493]
  - وقد نشرت الجينوم من أقدم 17 شخصا في العالم. لم يتمكن الباحثون من العثور على الجينات المرتبطة بشكل كبير مع طول العمر المتطرف.[494]
- 13 نوفمبر - سوف يسبب الاحترار العالمي ضربات البرق لزيادة 50 في المئة بحلول عام 2100، وفقا لدراسة أجرتها جامعة كاليفورنيا - بيركلي.[495]
- 14 نوفمبر - ذكرت وكالة الأرصاد الجوية اليابانية (جما) أن أكتوبر 2014 كان حتى الآن الأكثر سخونة في أكتوبر. ويأتي هذا عقب سخونة مارس / آذار وأيار / مايو وأغسطس / آب وسبتمبر / أيلول، وهذا العام أيضا.[496][497]
- 17 نوفمبر
  - يمكن لبرنامج جديد للبرامج الذكاء الاصطناعي وضعه باحثون في غوغل وجامعة ستانفورد التعرف على الأشياء في الصور ومقاطع الفيديو على مستويات شبه بشرية من الفهم.[498][499]
  - أقوى الأدلة حتى الآن أن مثلي الجنس هو الجينية وقد كشفت في تحليل وراثي مفصل.[500]
  - يتم تصوير فيلم سيديفيل أنجليرفيش الأسود في بيئته الطبيعية للمرة الأولى، وذلك باستخدام مركبة تعمل عن بعد على عمق 580 م (1,900 قدم).[501][502]
- 18 تشرين الثاني / نوفمبر - أفيد أن المتبرع فيلة قد اكتشف الجزيئات العضوية على سطح المذنب 67P / تشوريوموف-جيراسيمينكو.[493][503]
- 24 نوفمبر
  - يتم تطوير أول خرائط تفصيلية عالية الدقة ثلاثية الأبعاد للجليد البحري في أنتاركتيكا باستخدام روبوت تحت الماء.[504]
  - وقد تم مؤخرا على وشك الانقراض، وقد تعافى السكان سمك السلمون نهر الأفعى سوكي. أعدادهم الآن عالية بما فيه الكفاية لأن الأنواع في نهاية المطاف الحفاظ على نفسها في البرية مرة أخرى، ويذكر.[505][506]
- 26 نوفمبر
  - وقد وجد أن الجرافين يسمح لذرات الهيدروجين الموجبة أو البروتونات بالمرور عبره، على الرغم من كونه غير منفتح على جميع الغازات الأخرى، بما في ذلك الهيدروجين نفسه. وهذا يمكن أن يؤدي إلى تحسينات كبيرة في تكنولوجيا الطاقة النظيفة.[507][508][509]
  - وقد أظهر لقاح تجريبي لمنع الإيبولا نتائج واعدة في تجربة سريرية في المرحلة الأولى.[510][511]
  - يقول الباحثون في جامعة كوين ماري، جامعة لندن، إن تقدما كبيرا في علاج سرطان المثانة المتقدم.[512][513]
  - ووجدت دراسة جديدة أن الحمض النووي يمكن أن يعيش على متن رحلة من خلال الفضاء والعودة إلى الغلاف الجوي للأرض ولا يزال يمر على المعلومات الوراثية. وتشير هذه النتائج إلى أن الحياة والجزيئات العضوية يمكن أن تنتشر بين الأجسام الكوكبية من خلال آثار النيازك.[514]
- 29 نوفمبر / تشرين الثاني - العلماء الإيرانيون قادرون على إنتاج أداة مبيد سرطان الخلايا القادرة على إزالة الخلايا السرطانية في عملية الغازية.[515]

### ديسمبر
- 1 ديسمبر
  - يتطور فيروس نقص المناعة البشرية إلى شكل أقل فتكا وأقل عدوى لأنه يقضي المزيد من الوقت في إصابة الناس، وفقا لدراسة علمية رئيسية.[516]
  - وقد تم الإبلاغ عن الأحفورة الأولى من نبات آكلة اللحوم - وهو سلف مبكر من روريدولا يعود تاريخه إلى ما بين 35 إلى 47 مليون سنة.[517]
  - يقول علماء الفلك، في اجتماع بلانك 2014 في فيرارا، إيطاليا، أن الكون يبلغ 13.8 مليار سنة، ويتكون من 4.9٪ من المادة الذرية، و 26.6٪ من المادة المظلمة، و 68.5٪ من الطاقة المظلمة.[518]
  - وللمرة الأولى، استخدمت الطباعة ثلاثية الأبعاد لإنشاء دوائر إلكترونية تعمل من أشباه الموصالت وغيرها من المواد.[519]
  - وقد تم إنشاء أول إنزيمات اصطناعية في العالم باستخدام البيولوجيا التركيبية.[520]
- 2 ديسمبر
  - ويؤكد تحليل الحمض النووي أن الهيكل العظمي المكتشف من موقف للسيارات في المملكة المتحدة هو الملك السابق، ريتشارد الثالث، الذي توفي في عام 1485. هذه هي أقدم حالة لتحديد الحمض النووي لفرد معروف.[521][522]
  - بحث جديد، باستخدام الموجات فوق الصوتية، وقد وضعت شكل لمسي 3D التي يمكن رؤيتها وشعرت في الجو.[523]
  - سجل سجل كفاءة الخلايا الشمسية الجديد بنسبة 46٪ من خلال التعاون الفرنسي الألماني.[524]
- 3 ديسمبر
  - وقدمت دراسة استمرت عشر سنوات ل 5000 امرأة أدلة إضافية تربط بين نظام غذائي متوسطي لزيادة طول العمر.[525][526]
  - وقد تم عرض أسرع كاميرا في العالم للاستقبال 2-D فقط، حيث استحوذت على 100 مليار لقطة في الثانية. ومن المأمول أن يؤدي هذا النظام الجديد إلى تحسين فهم التفاعلات البيولوجية والعمليات الكيميائية السريعة جدا.[527]
  - اليابان تطلق هايابوسا 2 بعثة عودة عينة الكويكب.[528]
  - وباستخدام بيانات جديدة من كبلر، حاول عالم أسترولوجي تحديث معادلة دريك. ويقدر أن كوكب حيوي يمكن توقعه في غضون 10-100 سنة ضوئية من الأرض، في حين أن أقرب حياة ذكية ربما بضعة آلاف سنة ضوئية.[529][530]
- 4 ديسمبر - يعتقد أن الأنماط المتعرجة على قذيفة في إندونيسيا تبلغ 430,000 سنة، مما يجعلها أقدم النقوش المعروفة من قبل سلف الإنسان.[531]
- 5 ديسمبر
  - وتجري ناسا بنجاح أول رحلة اختبار بدون طيار لمركبتها الفضائية المأهولة أوريون.[532]
  - وتعلن الجامعات والمحفوظات عن إصدار أوراق ألبرت أينشتاين، التي تضم أكثر من 30 ألف وثيقة فريدة، وهي متاحة على الإنترنت في آينشتاين الرقمية.[533][534]
- 8 ديسمبر - أحرز العلماء تقدما نحو تطوير «حبوب السمنة»، وذلك باستخدام الخلايا الجذعية لتحويل الخلايا الدهنية البيضاء أو «السيئة» إلى خلايا دهنية بنية أو «جيدة». وقد تبين بالفعل وجود مركبتين لتحقيق ذلك في الخلايا البشرية.[535]
- 10 ديسمبر
  - يقول العلماء أن تكوين بخار الماء من المذنب 67P / تشوريوموف-جيراسيمينكو، كما تحددها المركبة الفضائية روزيتا، يختلف كثيرا عن تلك الموجودة على الأرض. وهذا يعني أن نسبة الديوتريوم إلى الهيدروجين في الماء من المذنب تم تحديدها لتكون ثلاث مرات التي وجدت للمياه الأرضية. وهذا يجعل من غير المرجح جدا أن المياه الموجودة على الأرض جاءت من مذنبات مثل المذنب 67P / تشوريوموف-جيراسيمينكو وفقا للعلماء.[536][537][538]
  - تقدم البحرية الأمريكية سلاح ليزر جديد مصمم لحماية السفن دون استخدام الذخائر.[539]
  - وقد تم تطوير سبيكة معدنية جديدة «عالية الانتروبي» مع نسبة قوة إلى الوزن أعلى من أي مادة معدنية أخرى موجودة.[540]

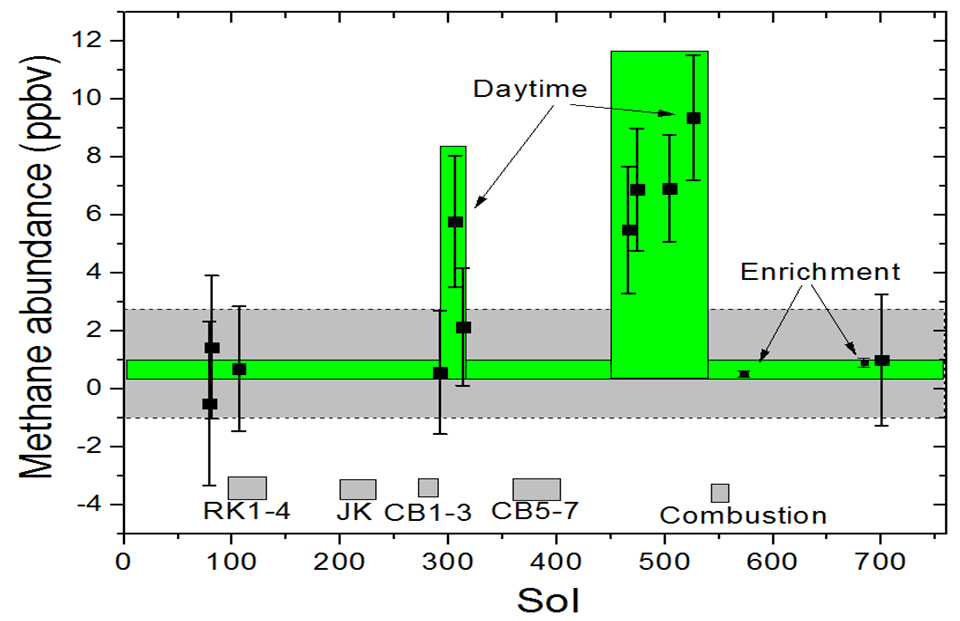
قياسات الميثان في الغلاف الجوي للمريخ من قبل العربة المتجولة على المريخ كيوريوسيتي روفر.

- 11 كانون الأول / ديسمبر - قد يكون انبعاث الفوتون الضعيف غير المنطوق في الأشعة السينية القادمة من الفضاء دليلا ماديا على جزيء المادة المظلمة.[541][542]
- 12 ديسمبر / كانون الأول - أنشأ علماء إيرانيون من جامعة طهران نظاما نانويا للمخدرات على نطاق المختبرات للحصول على الأنسولين الآمن للأكل.[543]
- 15 ديسمبر
  - وتكشف بيانات الأقمار الصناعية أن أكثر مخزونات الكربون كثافة في حوض الأمازون ليست فوق الأرض في الأشجار ولكن تحت الأرض في أراضي الخث.[544]
  - واحد من ستة وحيد القرن الأبيض الأبيض الشمالي مات من الشيخوخة في حديقة حيوان سان دييغو في ولاية كاليفورنيا، وترك خمسة فقط في العالم كله.[545]
  - الناس الذين يشعرون أصغر سنا من سنهم الحقيقي هم أكثر عرضة للعيش لفترة أطول، وفقا لبحث من قبل كلية لندن الجامعية. قد تفسر التوقعات الإيجابية للحياة والشيخوخة، والشعور بالتمكين والإرادة للعيش الفرق في متوسط العمر المتوقع.[546][547]
  - الباحثون الإيرانيون تحول الكركمين الموجودة في الكركم إلى نانودروغ آمنة للأكل.[548]
- 16 ديسمبر
  - تقارير ناسا كشف عن زيادة غير عادية، ثم انخفاض، في كميات الميثان في الغلاف الجوي للكوكب المريخ. بالإضافة إلى ذلك، يتم الكشف عن المواد الكيميائية العضوية في مسحوق حفر من الصخور من قبل كوريوسيتي روفر. أيضا، استنادا إلى دراسات نسبة الديوتيريوم إلى الهيدروجين، وجد أن الكثير من المياه في غيل كريتر على المريخ قد فقدت خلال العصور القديمة، قبل تشكيل بحيرة البحيرة في الحفرة؛ وبعد ذلك، استمر فقدان كميات كبيرة من المياه.[549][550][551]
  - جامعة ستانفورد تعلن «دراسة مائة عام حول الذكاء الاصطناعي» (AI100).[552][553][554]
  - عن طريق منع نشاط انزيم يعرف باسم جرانزيمي ب، تباطأ الباحثون الشيخوخة في جلد الفئران.[555]
- 17 ديسمبر / كانون الأول - يصبح رجل كولورادو أول بتر ثنائي على مستوى الكتف لارتداء ويتحكم في نفس الوقت باثنين من الأطراف الاصطناعية النمطية باستخدام أفكاره وحدها.[556]
- 18 ديسمبر
  - ناسا تعلن عن المركبة الفضائية كبلر، التي تم تكوينها حديثا كرسالة K2، لإنتاج استقرار أفضل بسبب الفشل مع عجلات رد الفعل، الكشف عن أول كوكب خارج المجموعة الشمسية المؤكدة، هيب 116454 ب، سوبر الأرض.[557]
  - ويصدر مرصد الكربون المداري التابع لوكالة ناسا (أوكو-2)، الذي أطلق في 2 يوليو / تموز، أول خرائط عالمية لثاني أكسيد الكربون لغازات الدفيئة.[558]
  - الجرعات العادية من الإيبوبروفين يمكن أن تمتد عمر الخميرة والديدان والذباب بنسبة 15 في المئة، ويذكر.[559]
  - يرفع العلماء الإيرانيون الخصائص الهامة للمكثفات الفائقة، بما في ذلك الطاقة والطاقة والحياة من خلال تطبيق تكنولوجيا النانو. نتائج الدراسة لديها تطبيقات في الصناعات الطبية والبيانات والطاقة.[560]
- 19 كانون الأول / ديسمبر - اكتشاف نوع جديد من الأسماك في خندق ماريانا على عمق 8,145 مترا (26,722 قدم)؛ متجاوزا الرقم القياسي السابق لأعمق الأسماك في العالم بنحو 500 متر (1,600 قدم).[561]
- 23 ديسمبر - تم الإعلان عن علاج جديد لالتهاب المفاصل الذي ينطوي على استخدام الإلكترونيات الحيوية المزروعة. أكثر من نصف المرضى الذين يستخدمون الجهاز شهد انخفاض كبير في الأعراض. ويعتقد أن العلاج يمكن أن يستخدم على نطاق واسع في غضون 10 سنوات.[562]
- 24 ديسمبر
  - وقد اكتشف العلماء قضبان وأقماع محفوظة لمدة 300 مليون سنة في عين سمكية متحجرة - وهي المرة الأولى التي يتم فيها رؤية مستقبلات ضوئية متحجرة من عين الفقاريات.[563][564]
  - وأظهرت نتائج دراسة أجريت على كاميرات هيئة الشرطة أن التكنولوجيا يمكن أن تقلل إلى حد كبير من الاستخدام المفرط للقوة من قبل الضباط والشكاوى ضد الضباط من قبل الجمهور.[565]
- 26 ديسمبر - أعلنت جامعة موسكو الحكومية إنشاء بنك دنا لتخزين عينات وراثية من كل شيء حي على الأرض. سيتم افتتاح المرفق، الذي تموله أكبر منحة علمية في البلاد، في عام 2018.[566]
- 29 ديسمبر - أنتج الباحثون الإيرانيون جزيئات الفضة النانوية من مستخلص الأوكالبتوس. وكان الهدف من الدراسة جعل جزيئات الفضة من الأنسجة العشبية من نوع خاص من الكافور، وبحث ظروف التشغيل على حجم الجسيمات.[567]
- 31 ديسمبر - لأول مرة، يتم اكتشاف أنواع الضفدع - ليمنونيكتس لارفايبارتوس إعطاء ولادة حية لضفادع، بدلا من فروجسباون أو فروجلتس.[568]

## غير معروف التاريخ
- أثبت الباحثون أن الديناصورات التي تحولت أخيرا إلى الطيور بشكل منتظم حصلت على أصغر وأقوى الجوفاء مع مرور الوقت.[569]
- يدعي الباحثون أن المشروبات الكحولية تسبب الشيخوخة الناجحة للنساء.[570]

## الوفيات
- 4 يناير - شيرلي جيفري، 74، عالم الأحياء الأسترالي والأكاديمية
- 12 يناير - وليام فيندل، 95، جراح الأعصاب الكندي، عالم وأستاذ.[571]
- 29 يناير - روبرت ريسنيك، 91، فيزيائي أمريكي، أكاديمي ومؤلف.[572]
- 18 فبراير - فورمان إس أكتون، 93، عالم الكمبيوتر الأمريكي، المؤلف والأكاديمي .[573]
- 3 مارس - جواب توماس، 81 عاما، مدير الجامعة الأمريكية وعلمها.[574]
- 1 مايو - رادهيا كوزوت، 67، عالم الكمبيوتر الفرنسي، المخترع المشارك للتفسير المجرد.[575]
- 4 مايو - إدغار كورترايت، 90 عاما، عالم ومهندس أمريكي، مسؤول كبير في وكالة ناسا.[576]
- 7 مايو - كولن بيلينجر، 70 عاما، عالم الكواكب الإنجليزي.[577]
- 8 مايو - روجر ل. إيستون، 93 عاما، عالم أمريكي، المخترع الرئيسي ومصمم النظام العالمي لتحديد المواقع .[578]
- 17 مايو - جيرالد إدلمان، 84 عاما، عالم أمريكي، حائز على جائزة نوبل في الفسيولوجيا أو الطب لعام 1972 للعمل على فهم بنية الأجسام المضادة.[579]
- 2 سبتمبر - ويليام ميرتون، 96، عالم عسكري بريطاني ومصرفي.[580]
- 15 نوفمبر - ماكس بيرنستيل، 81، عالم الأحياء الجزيئية السويسري.[581]
- 3 ديسمبر / كانون الأول - ناثانيل براندن، 84 عاما، المعالج النفسي الأمريكي الكندي.
- 18 ديسمبر - روبرت سيمبسون، 102، عالم الأرصاد الجوية الأمريكية والمطور المشارك لمقياس إعصار سافير سيمبسون.[582]
- 25 ديسمبر - ماري ليون، 89، عالم الوراثة البريطاني[583]

## وصلات خارجية
- "Scientific American's Top 10 Science Stories of 2014". ساينتفك أمريكان. 12 ديسمبر 2014.
- Science obituaries in The Guardian
- Science obituaries in The Daily Telegraph
- Science obituaries at Legacy.com
- "Medical sciences news highlights of 2012". BBC. 29 December 2012.
- "27 Science Fictions That Became Science Facts In 2012". بزفيد. 19 December 2012.
- "366 days: Nature's 10 – Ten people who mattered this year". نيتشر (مجلة). 19 December 2012.
- Science obituaries at Legacy.com